# 中國2010年上海世界博覽會
31°11′38.83″N 121°29′10.99″E / 31.1941194°N 121.4863861°E

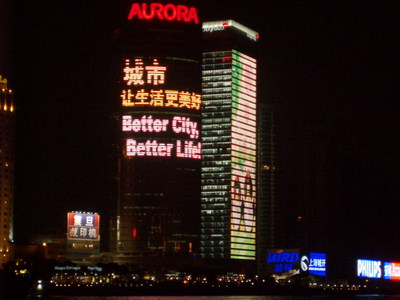
“城市，让生活更美好”——上海世博会主题

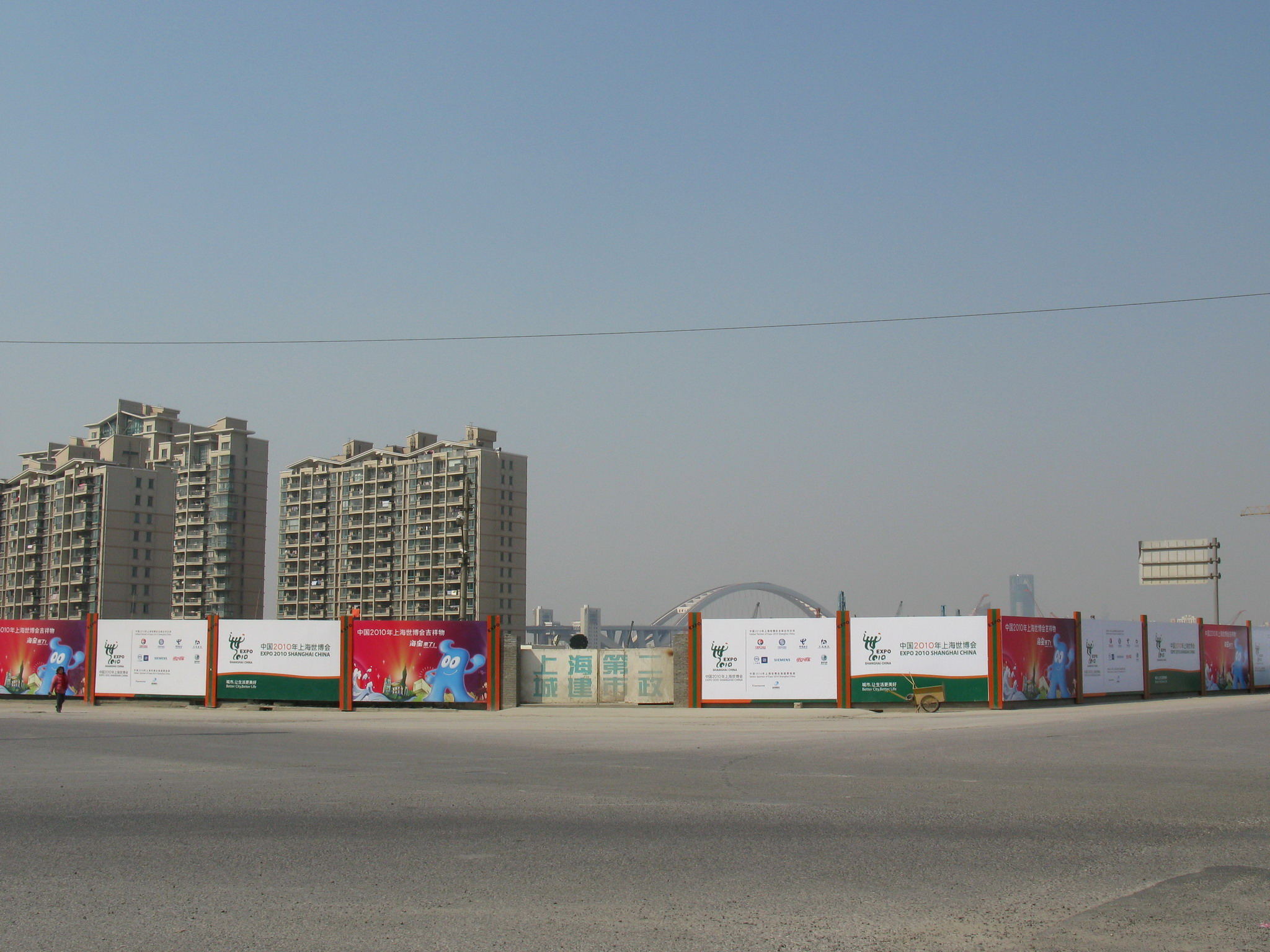
位於上海市浦東新區上南路耀华路的世博园工地入口

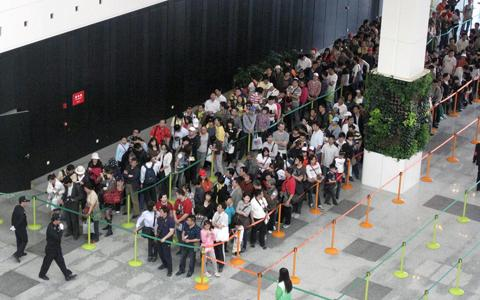
观众排起长队等待参观

中国2010年上海世界博览会（Expo 2010 Shanghai China），简称上海世博会，是第41届世界博览会，于2010年5月1日至10月31日在中国上海市卢湾区（今黄浦区）和浦东新区举行。该世博会是中国首次举办的综合性世界博览会，也是首次由发展中国家主办的世博会，共有256个国家、地區、國際組織參展，吸引世界各地7308万人次参观者前往。该世博会主题为“城市，让生活更美好（Better City, Better Life）”。雖經歷全球经济危机，但目前最新资料显示，中华人民共和国政府在上海世博会的总投资额达450亿美元，是史上最大規模的世界博览会，远超2008年于北京举办的第29届奥运会。

## 申办过程
1993年，国际展览局接纳中華人民共和国为第56个成员国。1999年12月8日，中華人民共和国政府代表在国际展览局代表大会上正式宣布，中国政府支持上海作为申办城市，申办2010年世博会。翌年3月17日，中華人民共和国政府成立了2010年上海世博会申办委员会，国务委员吴仪经朱镕基总理批准担任申办委员会主任。2001年5月2日，中華人民共和国驻法國大使吴建民正式向国际展览局递交了申办申请书。 
作为第一次申办世界博览会的城市，上海获得中国大陸绝大多数国民的支持。2000年8月，上海统计局所属城乡抽样调查队在全国50个城市开展的民意调查表明：89.4%的人认为中国有必要申办世博会，94.4%的人支持中国申办世博会，92.6％的人认为中国有能力举办世博会。78.6%的人相信中華人民共和国申办会成功。盖洛普的调查也表明，中国大陸民众和上海民众对申办世博会的支持率分别高达90%和93%。
2002年12月3日，国际展览局就2010年世界博览会举办地进行最后的陈述和投票。最后一轮投票结果，上海以54票对34票击败韩国丽水，获得2010年世界博览会主办权。

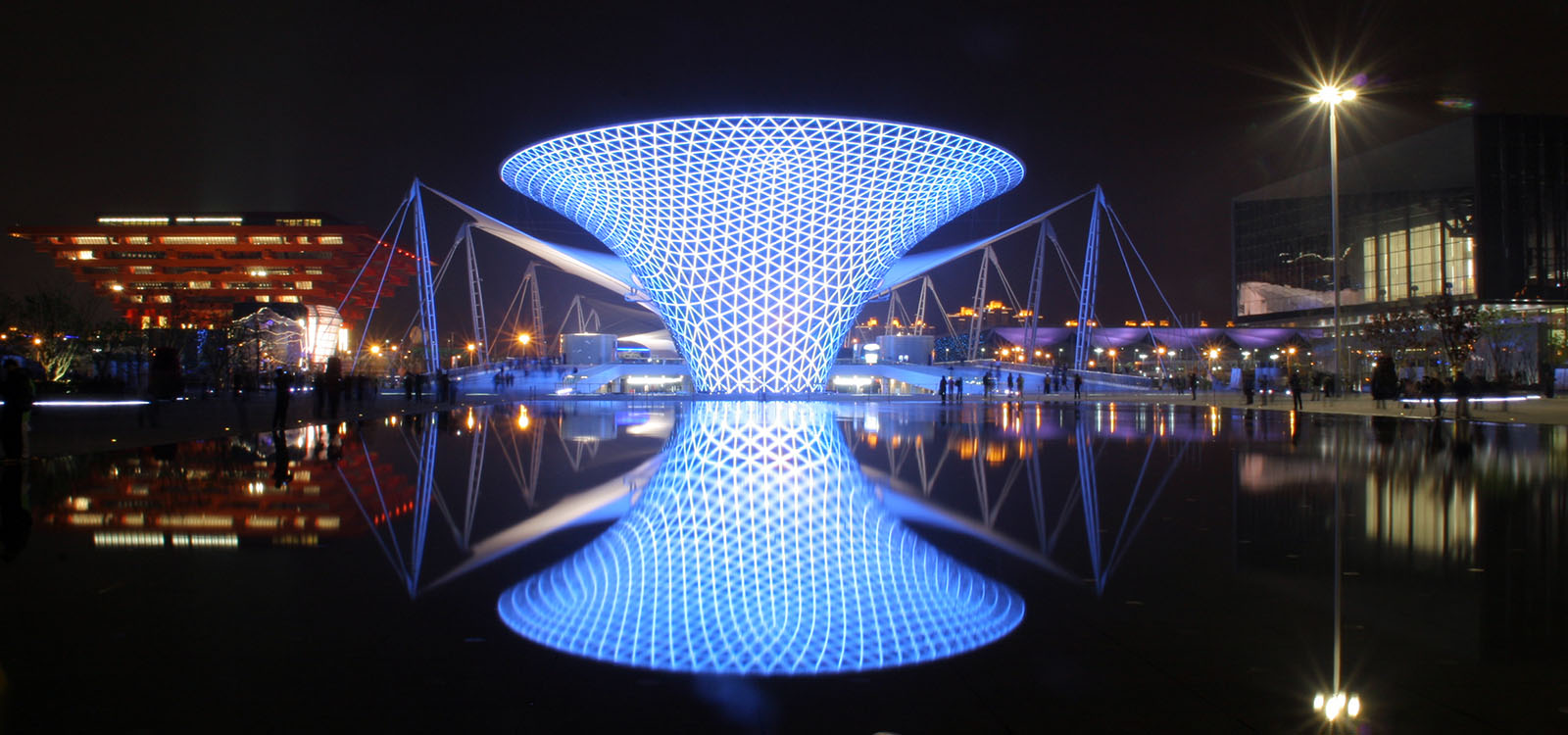
夜晚的中國國家館及世博軸

| 国际展览局第132次大会 2002年12月3日，在摩纳哥蒙特卡洛格林马迪会议宫皮埃尔王子厅举行。 |        |            |            |            |            |
| 候選城市                                                                              | 國家   | 第一轮投票 | 第二輪投票 | 第三轮投票 | 第四轮投票 |
| 上海                                                                                  | 中国   | 36         | 38         | 44         | 54         |
| 丽水                                                                                  |        | 28         | 34         | 32         | 34         |
| 莫斯科                                                                                | 俄羅斯 | 12         | 10         | 12         | -          |
| 克雷塔罗                                                                              | 墨西哥 | 6          | 6          | -          | -          |
| 弗洛茨瓦夫                                                                            | 波蘭   | 6          | -          | -          | -          |

## 上海世博会象征

### 会徽
2010年上海世博会會徽在2004年11月29日的“中国2010年上海世博会会徽揭晓仪式”上公布，會徽以綠色的中國漢字“世”字書法為核心，寓意三人合臂相擁，和相攜同樂的家庭，也可以抽象地比喻為“你、我、他”的人類群體，代表了這屆世博會追求以人為本的理念。截至2009年6月，上海世博會會徽已經在全球39個國家和地區申請了商標註冊，受到了著作權保護、世博會標誌專有權保護及商標權保護。

### 吉祥物
2007年12月18日，上海世界博览会组织委员会正式确定在向全球公開徵集的26655件候选作品中选用“海宝”作为2010年上海世界博览会的吉祥物。“海宝”，英文名称为“Haibao”，意即“四海之寶”，由來自台灣的設計師巫永堅所创作。其設計是以漢字「人」字為核心，并配以代表生命和活力的海藍色。该吉祥物目前市面上已经几乎到处可见大小商店贩卖之，足以看出此吉祥物的重要性与宣传性。

### 主题
2010年上海世博会主题在申办期间就已经确定，2001年9月14日上海世博会申办委员会确定为主题为“城市，让生活更美好”（Better City, Better Life）。世界各國可以以世博會為平台，交流城市發展理念。另外又設定了五个副主题，分别是“城市多元文化的融合”、“城市经济的繁荣”、“城市科技的创新”、“城市社区的重塑”和“城市和乡村的互动”。

### 世博会音乐
中国2010年上海世博会音乐作品旨在向全世界传播“理解、沟通、欢聚、合作”的上海世博会理念，宣传“城市，让生活更美好”的上海世博会主题。向世界徵集上海世博会会歌、志願者之歌和声音标识的行动在2007年4月30日展开。

#### 会歌
上海世博会中文主题歌为《致世博》，由黄英、廖昌永、谭晶、孙楠在2010年4月30日晚开幕式第四章《致世博》演唱，作词：甘世佳、作曲：赵光。
英文主题歌为《Better city, Better Life》，作词：昆西·琼斯、席依达·盖瑞特，作 曲：谭盾、昆西·琼斯，由乔纳森·巴可和席依达·盖瑞特在第三章《世界共享》演唱 文艺表演节目介绍:第三章 世界共享。

#### 倒計時30天宣傳歌
2010年3月30日，世博会倒计时30天推广歌曲《2010等你来》及其MV在世博局举行首发仪式。此歌由缪森作曲、张鹏作词、韩雪原唱，推广歌曲改为由世博形象大使成龙、郎朗、姚明、杨澜、亲善大使刘德华、健康大使李宁、慈善爱心大使李冰冰演唱并出演MV。有网友指出此歌曲与日本歌手岡本真夜1997年发表的歌曲《不变的你就好》(そのままの君でいて)有90%以上的相似度。事發之後，上海世博向岡本真夜以及其事務所請求授權，岡本真夜和事務所爽快答應。除此之外，她本人還表示在這種重要盛會上歌曲能被選用，是她的榮幸。4月22日，作曲人缪森发表声明否认抄袭，但遭到冈本事务所反驳，甚至导致在野党议员在国会追究亲中首相的政治问题。

#### 志願者之歌
上海世博会志願者之歌为《在你身边》，由香港歌手陈奕迅主唱，由张亚东作曲、陈少琪作词。

#### 声音标识
2008年3月27日，中国2010年上海世博会声音标识优秀作品揭开神秘面纱。上海世博会组织者邀请了音乐和视觉设计领域的专家与资深网络媒体人共同组成专家评选委员会，即日起对近百个优秀作品进行评审。
根据《中国2010年上海世博会音乐作品征集规则》最终将有一个声音标识脱颖而出，在全世界传播“理解、沟通、欢聚、合作”的世博理念，宣传“城市，让生活更美好”的世博主题。

## 组织机构
上海世博会的组织机构分为2010年上海世界博览会组织委员会、2010年上海世界博览会执行委员会与上海世博会事务协调局。

## 参展国家、地区及国际组织
| 以下列表为已确认参加中国2010年上海世界博览会的240个国家、地區和国际组织。（截止2009年7月10日） \| 亚洲（48） - 中国大陆 - 香港 - 澳門 - 臺灣 - 日本 - 蒙古国 - 泰國 - 柬埔寨 - 緬甸 - 越南 - 菲律賓 - 马来西亚 - 新加坡 - 印度尼西亞 - 东帝汶 - 巴基斯坦 - 印度 - 尼泊尔 - 不丹 - 斯里蘭卡 - 馬爾地夫 - 阿富汗 - 伊朗 - 伊拉克 - 叙利亚 - 约旦 - 黎巴嫩 - 以色列 - 巴勒斯坦 - 土耳其 - 賽普勒斯 - 沙烏地阿拉伯 - 巴林 - 科威特 - 阿联酋 - 阿曼 - 葉門 - 亞美尼亞 欧洲（42） - 芬兰 - 瑞典 - 挪威 - 冰島 - 丹麦 - 爱沙尼亚 - 拉脫維亞 - 立陶宛 - 白俄羅斯 - 俄羅斯 - 乌克兰 - 摩尔多瓦 \| - 英国 - 爱尔兰 - 法國 - 摩納哥 - 荷蘭 - 比利时 - 盧森堡 - 德国 - 奥地利 - 列支敦斯登 - 瑞士 - 波蘭 - 捷克 - 斯洛伐克 - 匈牙利 - 羅馬尼亞 - 塞爾維亞 - 保加利亚 - 蒙特內哥羅 - 馬爾他 - 圣马力诺 - 北馬其頓 - 希腊 - 葡萄牙 - 阿尔巴尼亚 - 西班牙 - 義大利 - 斯洛維尼亞 美洲（34） - 薩爾瓦多 - 安地卡及巴布達 - 尼加拉瓜 - 墨西哥 - 格瑞那達 - 委內瑞拉 - 苏里南 - 牙买加 - 海地 - 秘魯 - 智利 - 乌拉圭 - 阿根廷 - 千里達及托巴哥 - 美国 - 玻利维亚 - 加拿大 - 古巴 - 巴西 - 巴哈马 - 巴拿马 - 巴拉圭 - 圣卢西亚 - 圣基茨和尼维斯 \| - 哥伦比亚 非洲（51） - 马拉维 - 利比亞 - 南非 - 利比里亚 - 莫桑比克 - 尼日尔 - 模里西斯 - 衣索比亞 - 乌干达 - 刚果民主共和国 - 马达加斯加 - 突尼西亞 - 卢旺达 - 喀麦隆 - 加彭 - 摩洛哥 - 苏丹 - 纳米比亚 - 尚比亞 - 辛巴威 - 塞内加尔 - 坦桑尼亚 - 埃及 - 安哥拉 - 中非 - 奈及利亞 - 赤道几内亚 - 塞舌尔 - 毛里塔尼亚 - 賴索托 - 几内亚 - 刚果共和国 - 多哥 - 阿尔及利亚 - 布吉納法索 大洋洲（16） - 马绍尔群岛 - 基里巴斯 - 所罗门群岛 - 纽埃 - 庫克群島 - 斐济 - 萨摩亚 - 密克羅尼西亞聯邦 \| - 帛琉 - 新西兰 - 瑙鲁 · 国际组织（48） - 国际竹藤组织 - 国际博物馆协会 - 欧盟 - 世界知识产权组织 - 联合国环境规划署 - 联合国资本开发基金会 - 联合国艾滋病规划署 - 国际海事组织 - 国际原子能机构 - 联合国粮农组织 - 联合国贸易和发展会议 - 聯合國人居署 - 国际能源署 - 世界卫生组织 - 全球环境基金 - 法语国家商务论坛 - 国际信息发展网 - 国际电信联盟 - 联合国难民署 - 东南非共同市场 - 联合国人口基金 - 世界自然基金会 - 联合国儿童基金会 - 加勒比开发银行 - 加勒比共同体 - 博鳌亚洲论坛 - 世界贸易中心协会 - 太平洋岛国论坛 - 联合国教科文组织 - 南太旅游组织 - 世界气象组织 - 非洲联盟 - 国际红十字会与红新月会联合会 - 经济合作与发展组织 - 阿拉伯国家联盟 - 联合国气候变化框架公约 - 世界水理事会 - 联合国 - 世界银行 - 联合国劳工组织 - 世界旅游组织 - 联合国生物多样性公约组织 - 独联体执委会 - 公共交通国际联会 \| | | | |
| 亚洲（48） - 中国大陆 - 香港 - 澳門 - 臺灣 - 日本 - 蒙古国 - 泰國 - 柬埔寨 - 緬甸 - 越南 - 菲律賓 - 马来西亚 - 新加坡 - 印度尼西亞 - 东帝汶 - 巴基斯坦 - 印度 - 尼泊尔 - 不丹 - 斯里蘭卡 - 馬爾地夫 - 阿富汗 - 伊朗 - 伊拉克 - 叙利亚 - 约旦 - 黎巴嫩 - 以色列 - 巴勒斯坦 - 土耳其 - 賽普勒斯 - 沙烏地阿拉伯 - 巴林 - 科威特 - 阿联酋 - 阿曼 - 葉門 - 亞美尼亞 欧洲（42） - 芬兰 - 瑞典 - 挪威 - 冰島 - 丹麦 - 爱沙尼亚 - 拉脫維亞 - 立陶宛 - 白俄羅斯 - 俄羅斯 - 乌克兰 - 摩尔多瓦 | - 英国 - 爱尔兰 - 法國 - 摩納哥 - 荷蘭 - 比利时 - 盧森堡 - 德国 - 奥地利 - 列支敦斯登 - 瑞士 - 波蘭 - 捷克 - 斯洛伐克 - 匈牙利 - 羅馬尼亞 - 塞爾維亞 - 保加利亚 - 蒙特內哥羅 - 馬爾他 - 圣马力诺 - 北馬其頓 - 希腊 - 葡萄牙 - 阿尔巴尼亚 - 西班牙 - 義大利 - 斯洛維尼亞 美洲（34） - 薩爾瓦多 - 安地卡及巴布達 - 尼加拉瓜 - 墨西哥 - 格瑞那達 - 委內瑞拉 - 苏里南 - 牙买加 - 海地 - 秘魯 - 智利 - 乌拉圭 - 阿根廷 - 千里達及托巴哥 - 美国 - 玻利维亚 - 加拿大 - 古巴 - 巴西 - 巴哈马 - 巴拿马 - 巴拉圭 - 圣卢西亚 - 圣基茨和尼维斯 | - 哥伦比亚 非洲（51） - 马拉维 - 利比亞 - 南非 - 利比里亚 - 莫桑比克 - 尼日尔 - 模里西斯 - 衣索比亞 - 乌干达 - 刚果民主共和国 - 马达加斯加 - 突尼西亞 - 卢旺达 - 喀麦隆 - 加彭 - 摩洛哥 - 苏丹 - 纳米比亚 - 尚比亞 - 辛巴威 - 塞内加尔 - 坦桑尼亚 - 埃及 - 安哥拉 - 中非 - 奈及利亞 - 赤道几内亚 - 塞舌尔 - 毛里塔尼亚 - 賴索托 - 几内亚 - 刚果共和国 - 多哥 - 阿尔及利亚 - 布吉納法索 大洋洲（16） - 马绍尔群岛 - 基里巴斯 - 所罗门群岛 - 纽埃 - 庫克群島 - 斐济 - 萨摩亚 - 密克羅尼西亞聯邦 | - 帛琉 - 新西兰 - 瑙鲁 · 国际组织（48） - 国际竹藤组织 - 国际博物馆协会 - 欧盟 - 世界知识产权组织 - 联合国环境规划署 - 联合国资本开发基金会 - 联合国艾滋病规划署 - 国际海事组织 - 国际原子能机构 - 联合国粮农组织 - 联合国贸易和发展会议 - 聯合國人居署 - 国际能源署 - 世界卫生组织 - 全球环境基金 - 法语国家商务论坛 - 国际信息发展网 - 国际电信联盟 - 联合国难民署 - 东南非共同市场 - 联合国人口基金 - 世界自然基金会 - 联合国儿童基金会 - 加勒比开发银行 - 加勒比共同体 - 博鳌亚洲论坛 - 世界贸易中心协会 - 太平洋岛国论坛 - 联合国教科文组织 - 南太旅游组织 - 世界气象组织 - 非洲联盟 - 国际红十字会与红新月会联合会 - 经济合作与发展组织 - 阿拉伯国家联盟 - 联合国气候变化框架公约 - 世界水理事会 - 联合国 - 世界银行 - 联合国劳工组织 - 世界旅游组织 - 联合国生物多样性公约组织 - 独联体执委会 - 公共交通国际联会 |

 不丹、 科威特、 布吉納法索宣佈退出此次上海世博。

## 志愿者
中国2010上海世博会志愿者招募于2009年5月1日正式启动。志愿者由中國2010年上海世博會志愿者工作組統一招募，累計約有17萬個名額，将在上海世博会举行时在世博會園區內外自愿展开宣傳、秩序維護、信息咨詢、語言翻譯、應急救援等服务活动。位于上海的72個世博志願者工作站接受报名。

### 志愿者标志
中国2010年上海世博会志愿者标志由汉字“心”、英文字母“V”和一只嘴衔橄榄枝飞翔的和平鸽组成。“心”字代表了志愿者的用心和热心，“V”是志愿者的英文“Volunteer”的首字母，和平鸽代表上海及和平，橄榄枝则寓意可持续发展和希望。

### 志愿者口号
“世界在你眼前，我们在你身边”（At Your Service at EXPO）。

### 志愿者別稱
由於园内志愿者著上綠下白的襯衫，因此亦有「小白菜」的外號。相应地，世博会的城市志愿者因为着蓝色襯衫，因此被称作“蓝莓”。

## 世博园区

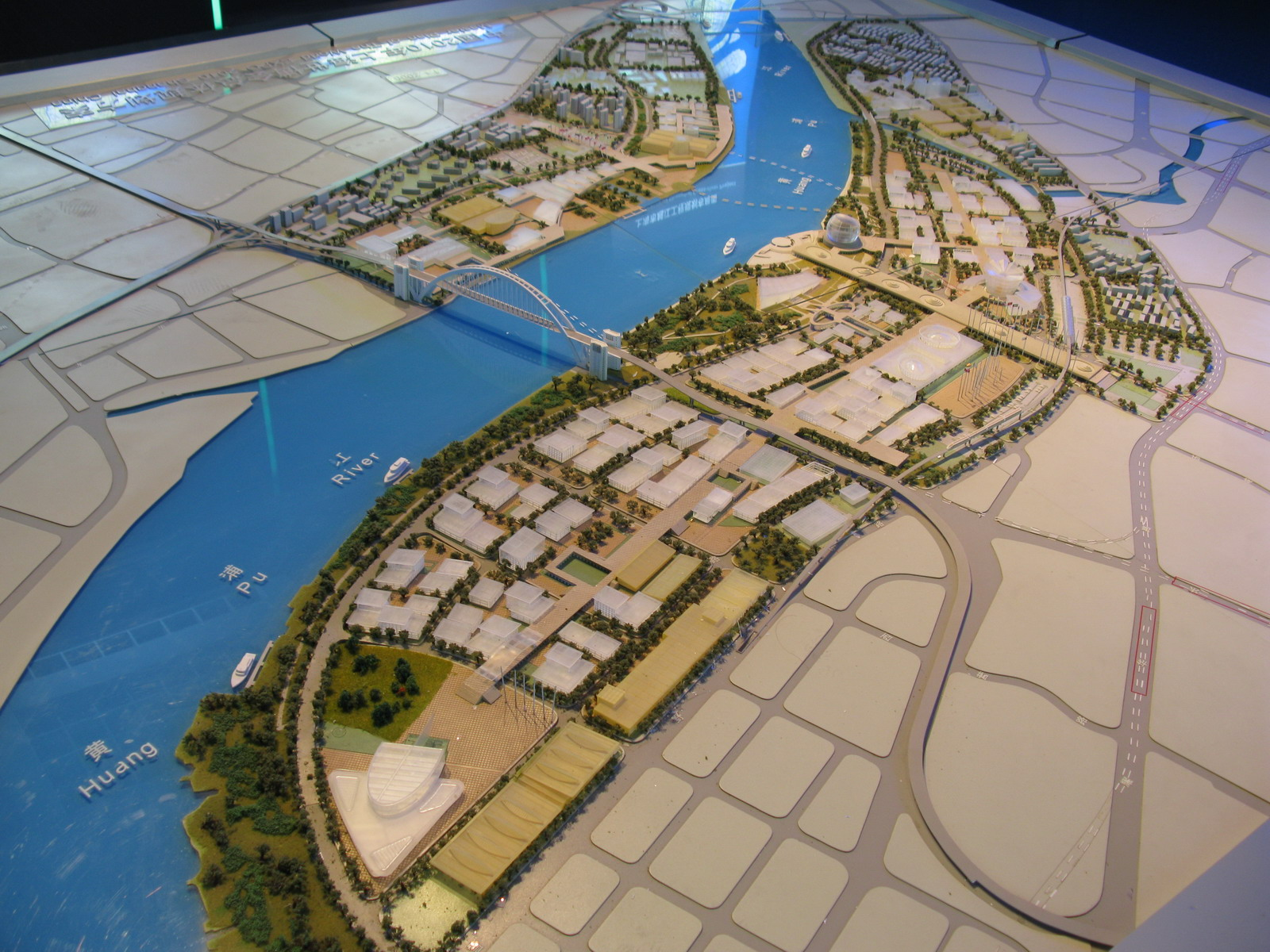
在上海城市规划展示馆展出的世博园区建筑模型

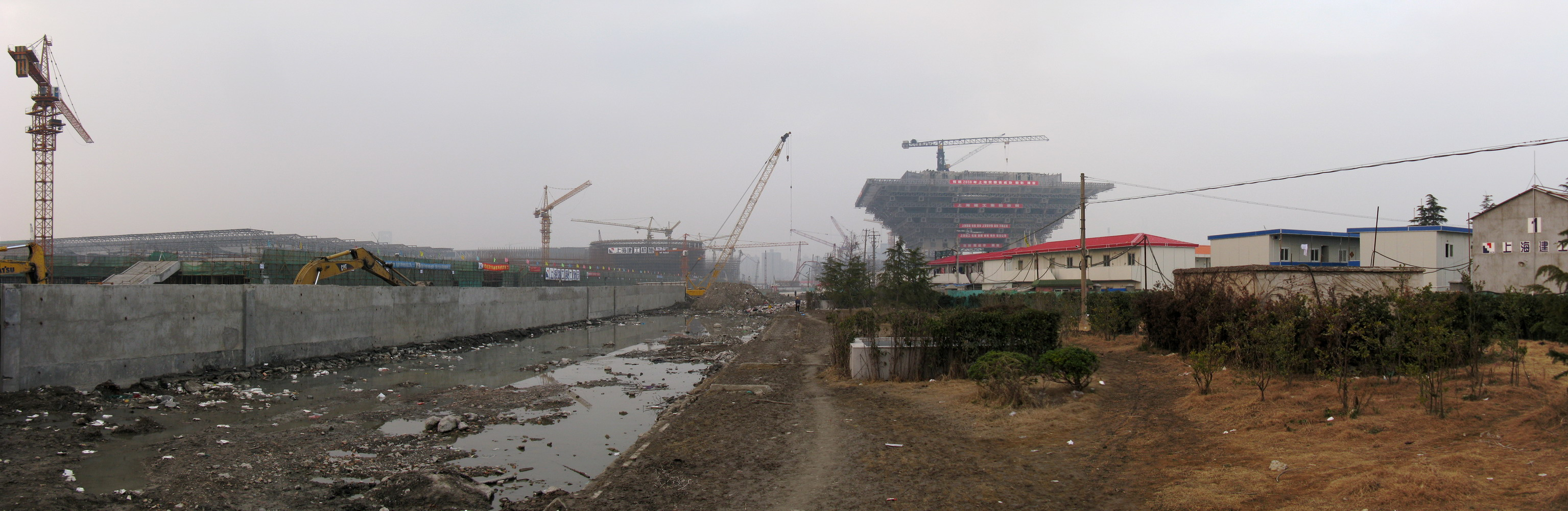
建築中的世博轴及中國館

上海世博会场地位于南浦大桥和卢浦大桥之间（包括小部分卢浦大桥左侧土地），沿着上海市区黄浦江两岸进行布局。世博园区规划用地范围为5.28平方公里，其中浦东部分为3.93平方公里，浦西部分为1.35平方公里。围栏区域（收取门票）范围约为3.28平方公里。投資總額達300亿元人民币，規模約528公頃，是世界博览会史上最大規模。

### 入口
在2010年3月27日，上海世博会官方发表一篇正文名为怎样到达上海世博园区在文中提到为方便参观者游览上海世博会，上海努力构建集地面、地下、水上于一体的城市综合交通体系和世博公共交通网络。参观者可以通过轨道交通、地面公交和水上交通等多种交通形式到达上海世博园区。 
上海世博会园区设1个轨道交通出入口、8个地面出入口、4个园外水门和3个园内水门。
- 轨道交通出入口：浦西世博园区、上海地铁轨道交通13号线马当路站出入口
- 地面出入口：
  - 浦西世博园区：鲁班路出入口、西藏南路出入口、半淞园路出入口
  - 浦东世博园区：白莲泾出入口、高科西路出入口、上南路出入口、长清路出入口、后滩出入口
- 水上出入口：
  - 园外水门：东昌路水门、其昌栈水门、十六铺水门、秦皇岛路水门
  - 园内水门：一号码头（苗江路 . 望达路）、二号码头（世博大道 . 白莲泾路）、六号码头（后滩公园）

但发售之门票中也不包含入口地址或者门牌号码。
上海世博会官方网站在2010年1月20日发布的一篇文章《如何乘轨交看世博 上海轨交网积极筹备》提到上海轨道交通有5座车站与世博会园区入口的距离在600米范围内，但是很可惜的是，这篇文章仍然未提到园区入口的地址、门牌号到底在哪里，因此世博会园区入口地址、门牌号至今仍是一个迷。
而世博园区也可以经水上交通进入，位于浦東段的上海世博園區水上碼頭即将完工，世博会举行期间遊客可乘船從水上碼頭進入園區參觀。
2010年4月6日，距离上海世博会开幕25天，上海世博会官方网站发布文章《利用7种方式全天候可查交通服务信息》，文章中提到“上海世博交通网”，首次正式公布世博园区入口分布情况。

### 园区
世博园区分為五個區，拥有一轴四馆和11个联合馆、42个租赁馆、42个国家自建馆等。
截至2009年11月2日，11个联合馆和37个租赁馆均已竣工交接。

### 園內交通
世博園區內，提供免費電動穿梭巴士，來往園區內各片區，亦設有經西藏南路隧道來往浦東及浦西各園區的渡江巴士線。

### 一轴四馆
一轴四馆指的是世博轴、中国馆、世博会主题馆、世博中心和世博文化中心等五个标志性的永久建筑。

#### 世博轴
- 位置：浦东世博园区中心地带

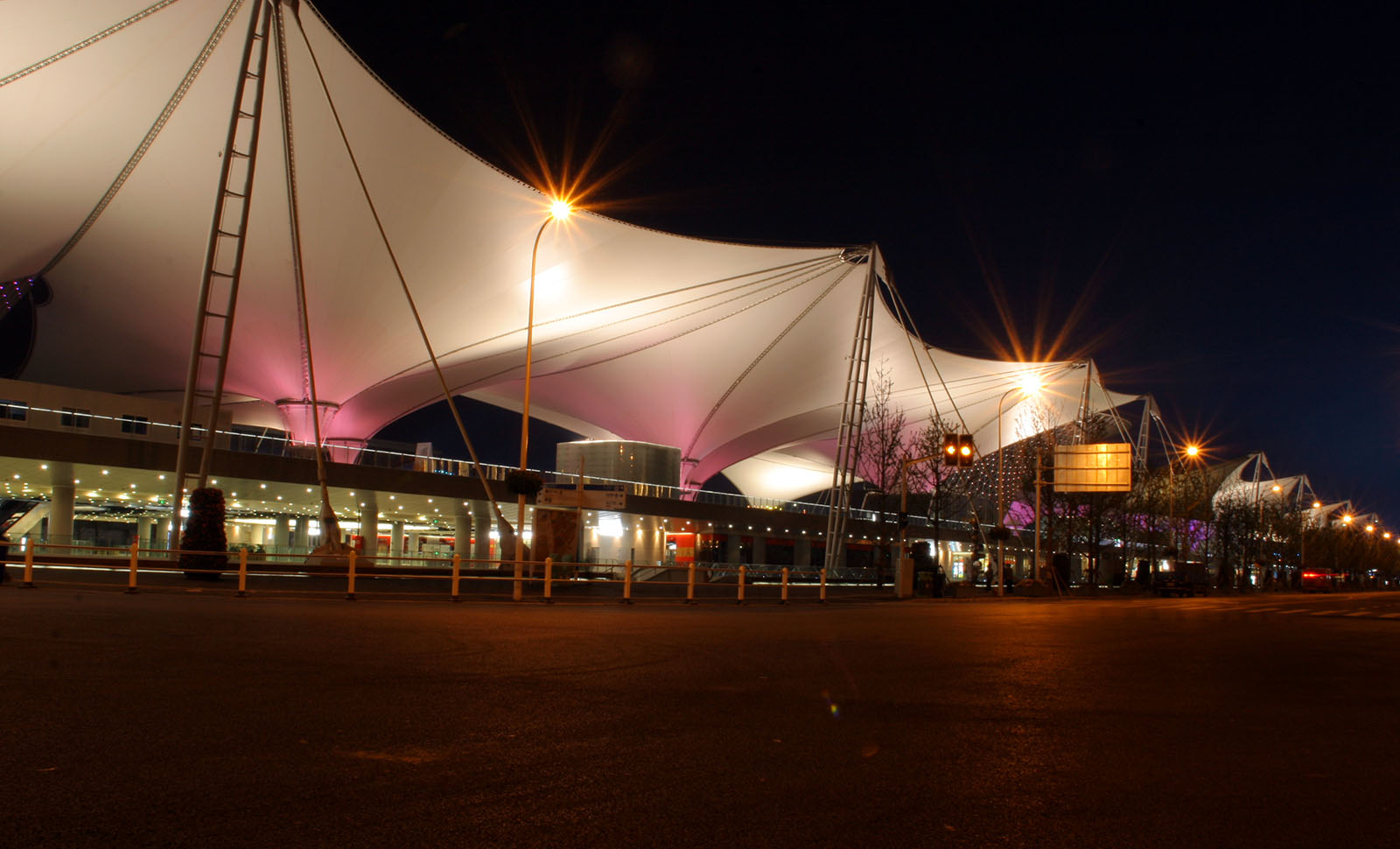
世博轴夜景

- 功能：大型商业、交通综合体，是世博园区最大的单体项目，是世博园区空间景观和人流交通的主轴线

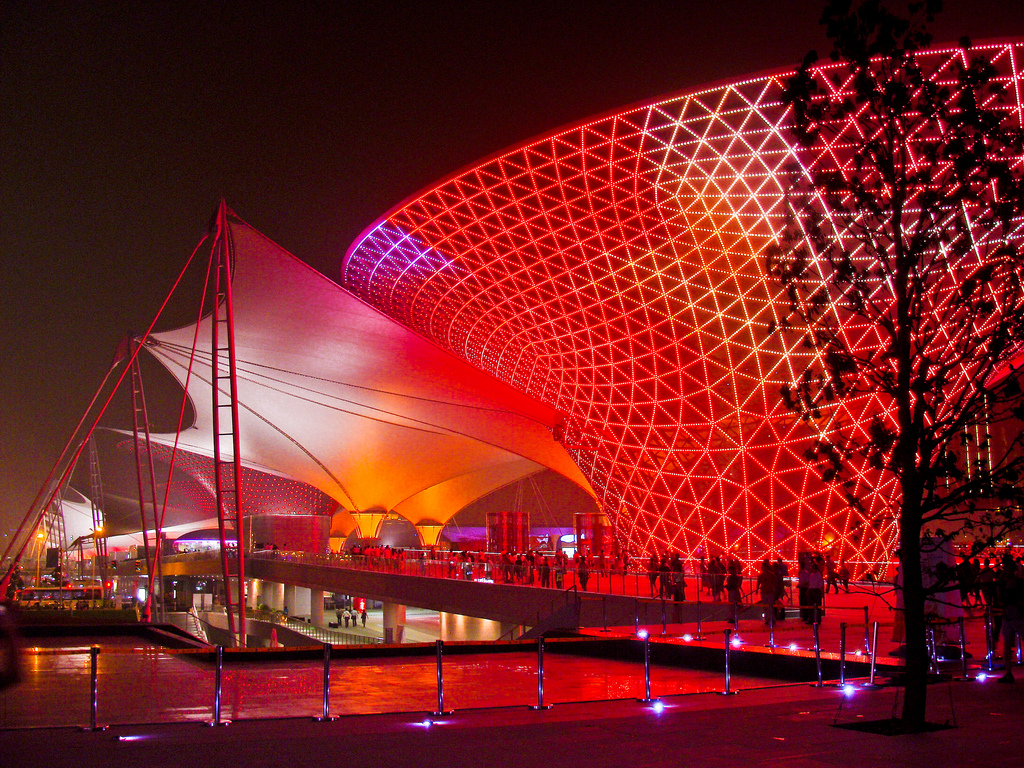
世博轴

- 后续利用：改造为世博源商业中心
- 开工时间：2006年12月28日
- 竣工时间：2009年年底

#### 中国馆
- 位置：世博会园区浦东A片区，世博轴东侧
- 面积：总建筑面积约16.01万平方米

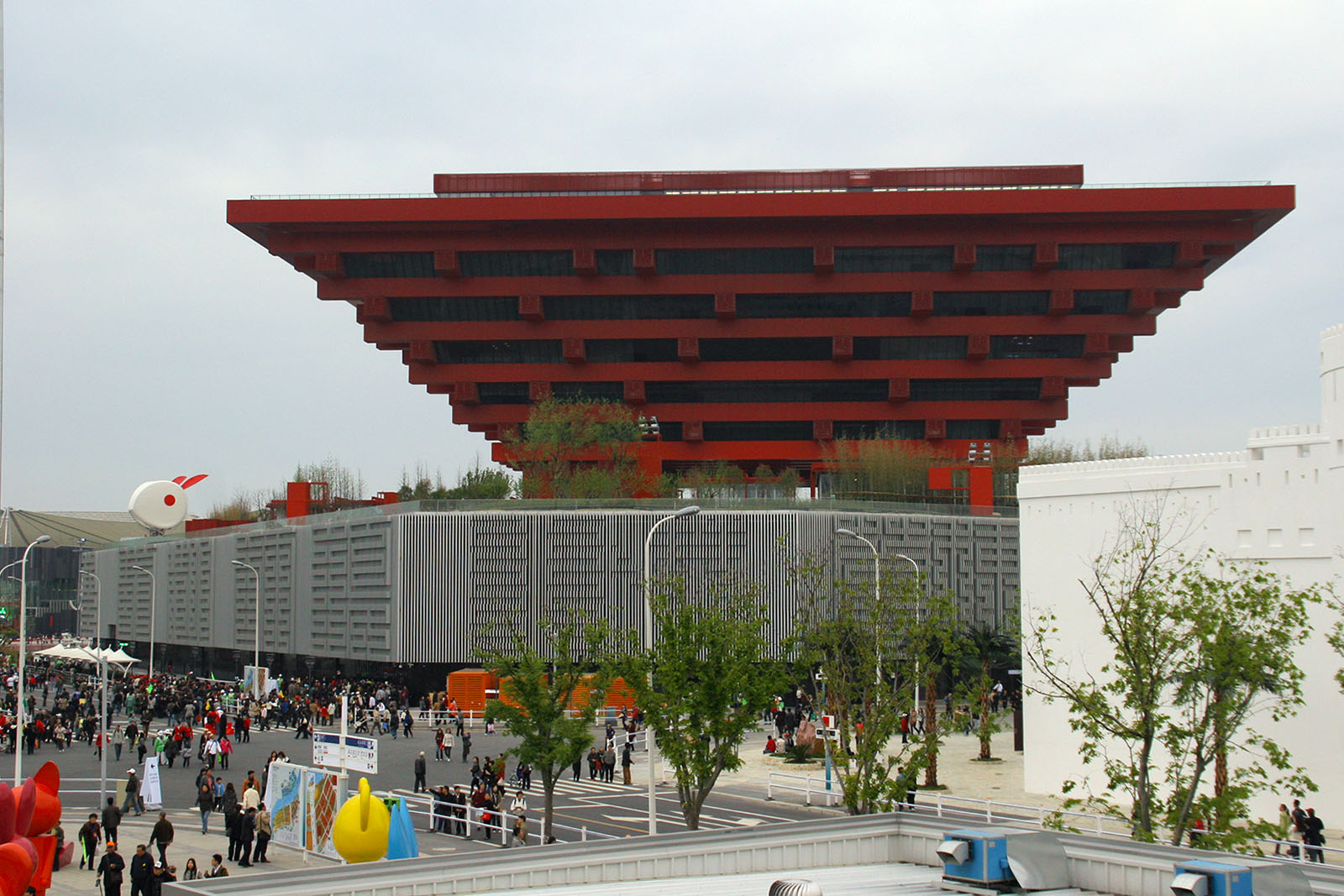
中国馆

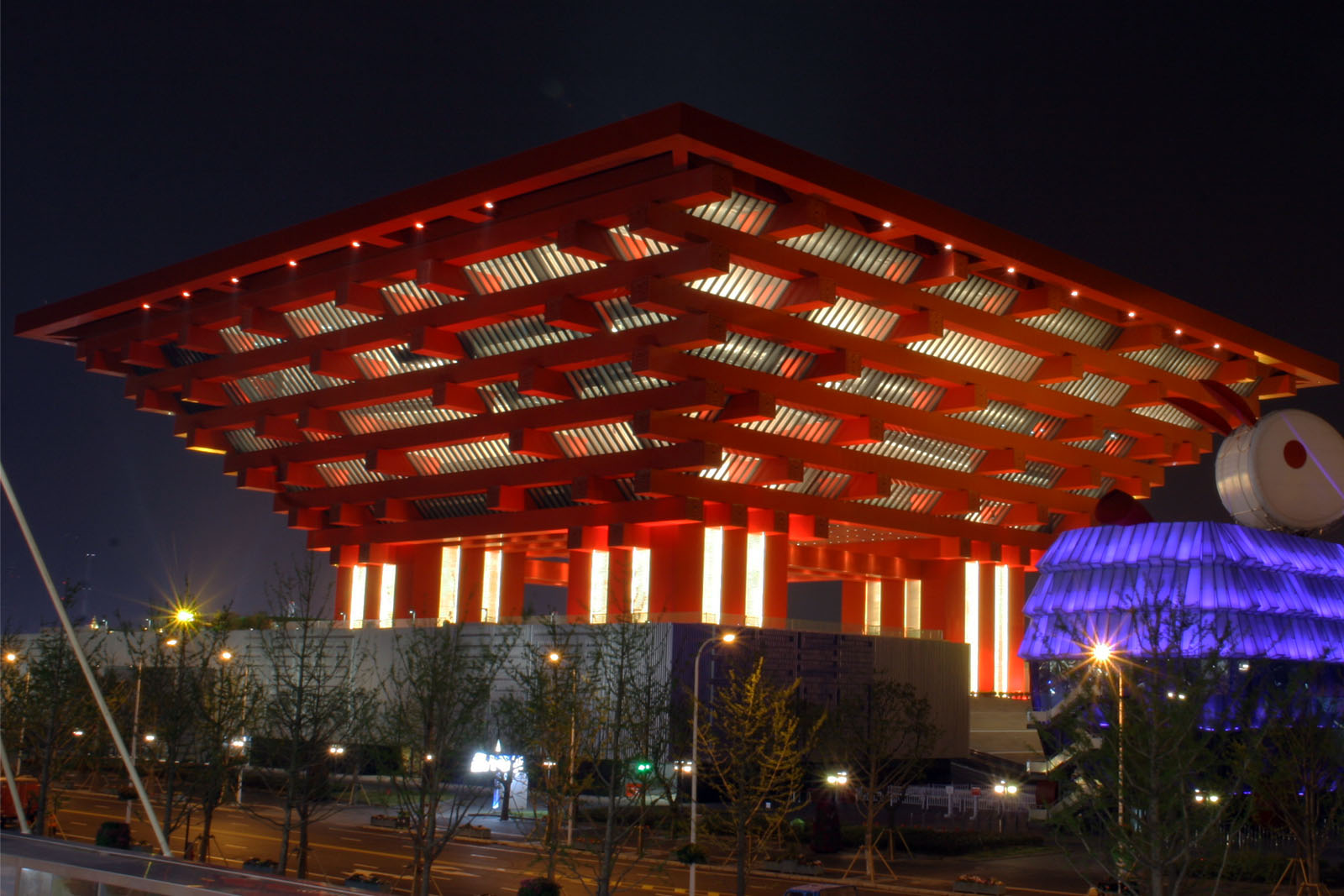
中国馆夜景

- 后续利用：已改造为中华艺术宫于2012年10月1日开放
- 开工日期：2007年12月18日
- 竣工日期：2010年2月8日

#### 世博主题馆
- 位置：B片区世博轴西侧
- 开工日期：2007年11月10日

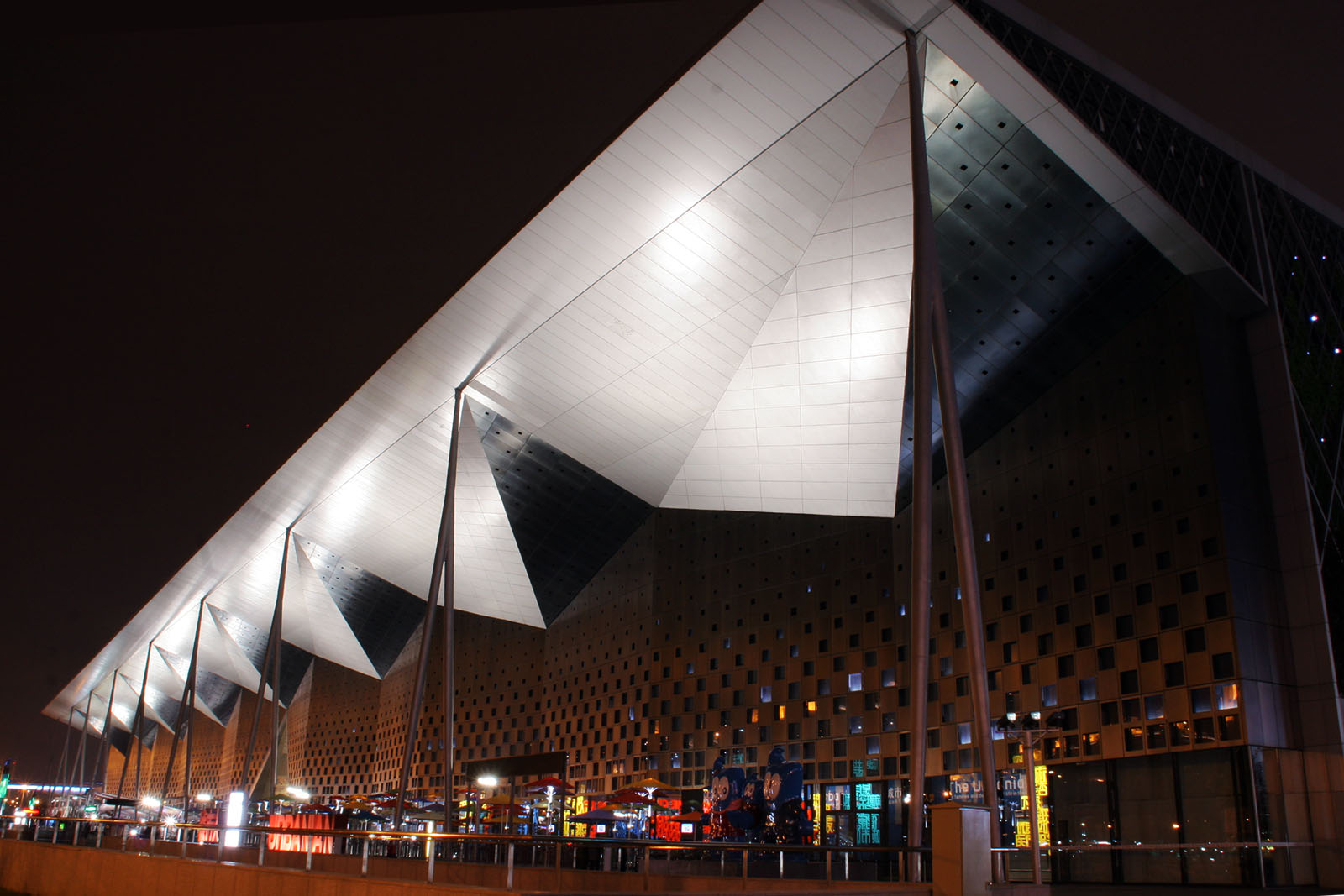
世博主题馆夜景

- 面积：地上建筑总面积为8万平方米，地下建筑面积为4.9万平方米
- 后续利用：永久保留
- 竣工日期：2009年9月28日[32]
- 概况：

主题馆位于世博园区B片区世博轴西侧，紧邻轨道交通8号线浦东周家渡站，占地面积约11.5公顷，总建筑面积约12.9万平方米，其中地上8万平方米，地下4.9万平方米，建筑高度约27.7米。其造型将围绕“里弄”、“老虎窗”的构思，运用“折纸”的手法，形成二维平面到三维空间的立体建构。建成后的主题馆，将成为一座绿色、节能、环保的展览场馆。 
- 卡通形象：5个海宝——海宝之家、活力海宝、护林海宝、太空海宝、海宝教授

#### 世博中心
- 位置：卢浦大桥东侧世博园区B片区滨江绿地内
- 面积：总建筑面积约14万平方米
- 后续利用：永久保留并转型成为国际一流的会议中心
- 开工日期：2007年6月7日
- 竣工日期：2009年12月25日[33]
- 概况：总建筑面积14.2万平方米

#### 世博文化中心
- 位置：世博会园区浦东B片区，世博轴以东
- 面积：总建筑面积8万平方米

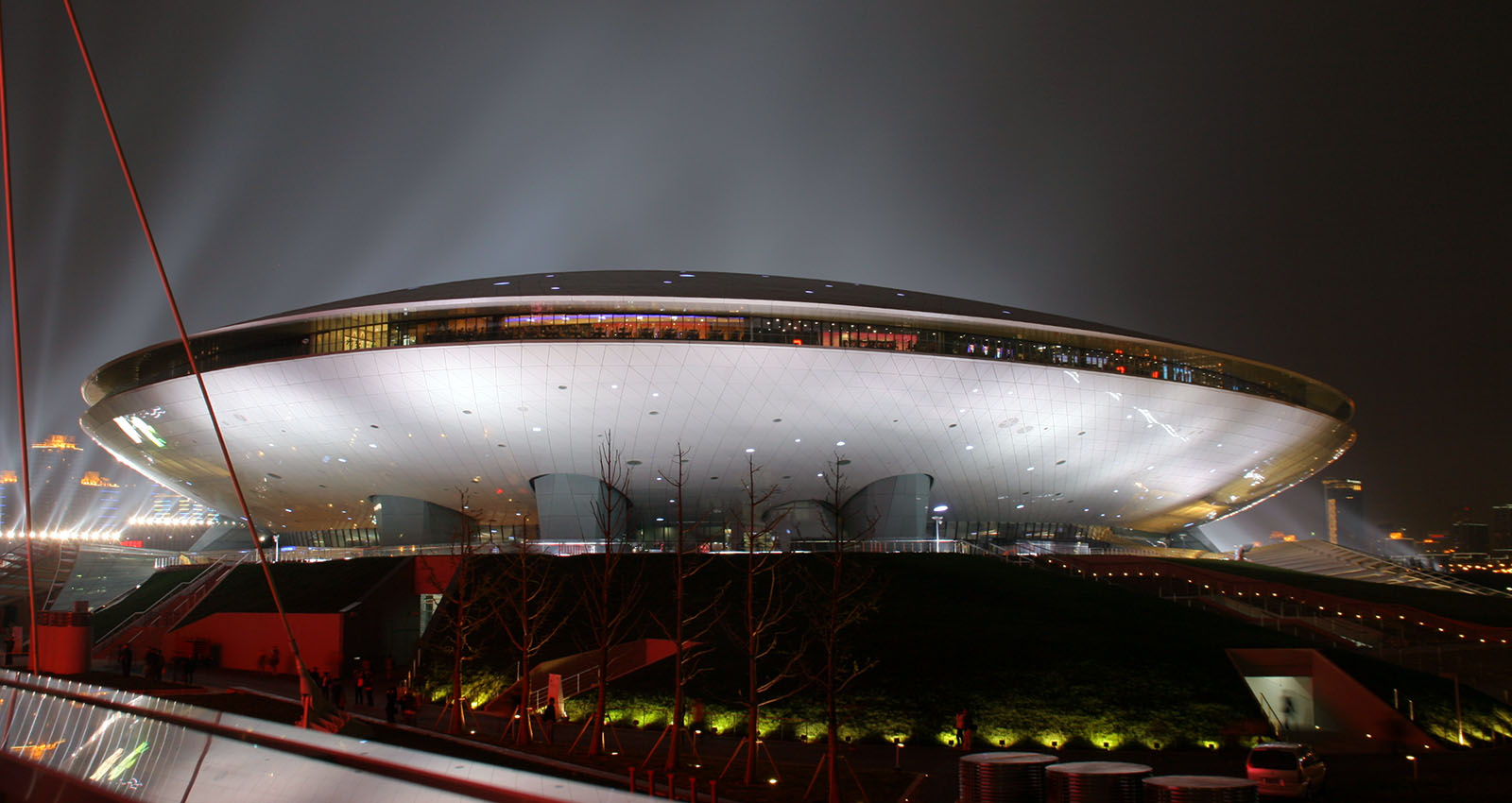
世博文化中心夜景

- 后续利用：永久保留，更名为“梅赛德斯-奔驰文化中心”，负责承办上海的一些文体活动
- 开工日期：2008年12月30日
- 竣工日期：2009年年底

### 配套设施
为了筹办2010年上海世界博览会，上海市政府新建、改建了一系列市政工程，囊括了医疗、公共交通、饮水、电力、通信、生态环境等诸多方面。

#### 公共交通
轨道交通

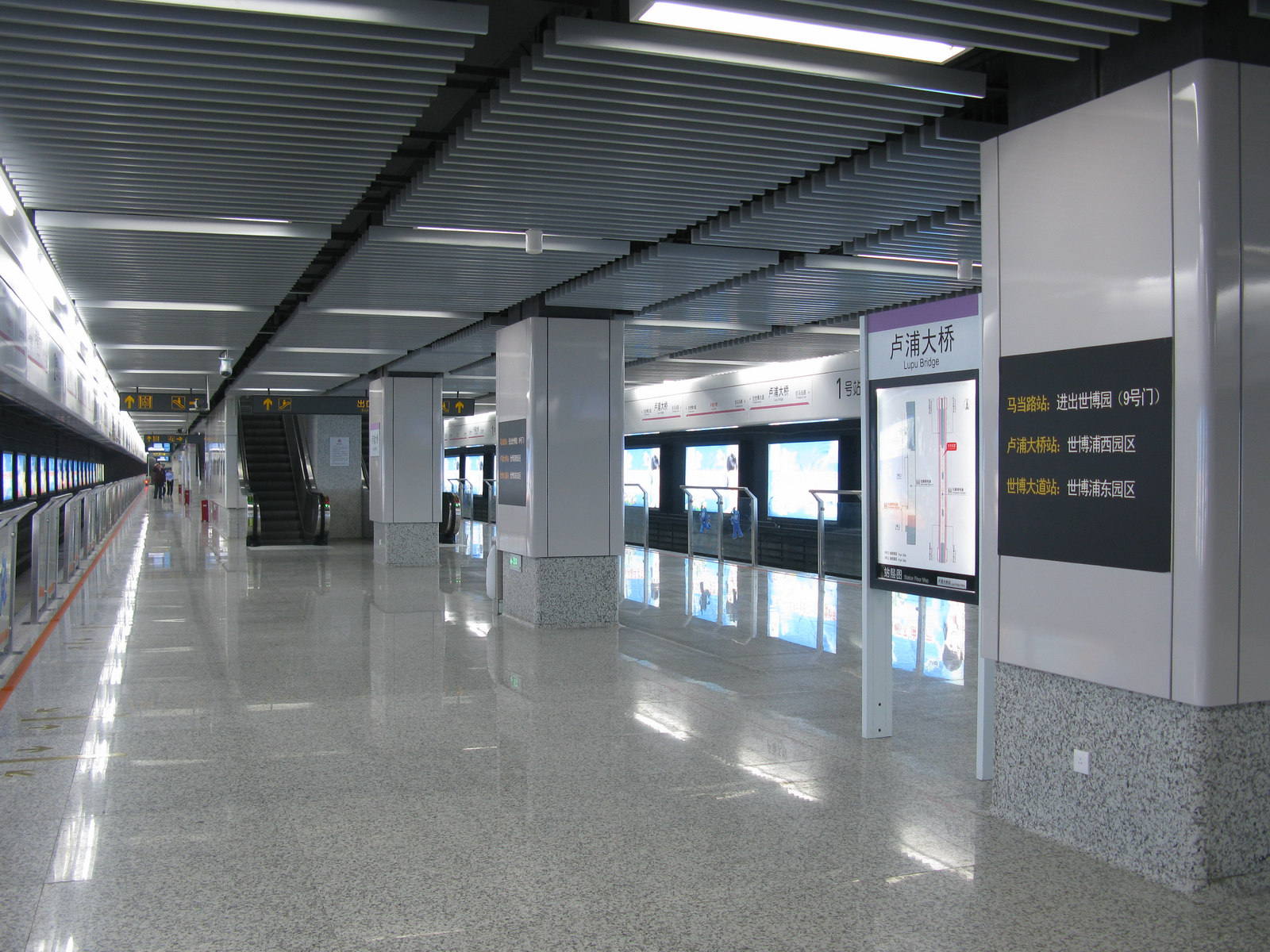
卢浦大桥站

为了方便市民以及中外游客出入世博园区，上海市轨道交通公司共规划了三条直接与世博会园区相连的轨道交通线路，分别为轨道交通7、8、13号线。其中直接服务于世博会的轨道交通八号线，一与二期皆已開通，包括位於世博园区浦東大門的耀华路站。此外，全线35公里、直接紧邻世博园区的轨道交通七号线也已开通；轨道交通十三号线世博专用段主要由四座地铁车站—卢浦大桥站、世博大道站、马当路站、长清路站（备车功能）和四段地铁隧道区间等组成，全长约5公里，于2009年年底基本建成，2010年世博会前投入使用。
除了直接进出世博会园区的轨道交通线路以外，轨交10号线、2号线东延伸、2号线西西延伸、7号线北延伸、13号线世博段等五线（段）在2009年年内贯通并上线调试，2010年世博会前（经过推测大约为2010年4月）投入通车试运营。
相关车站

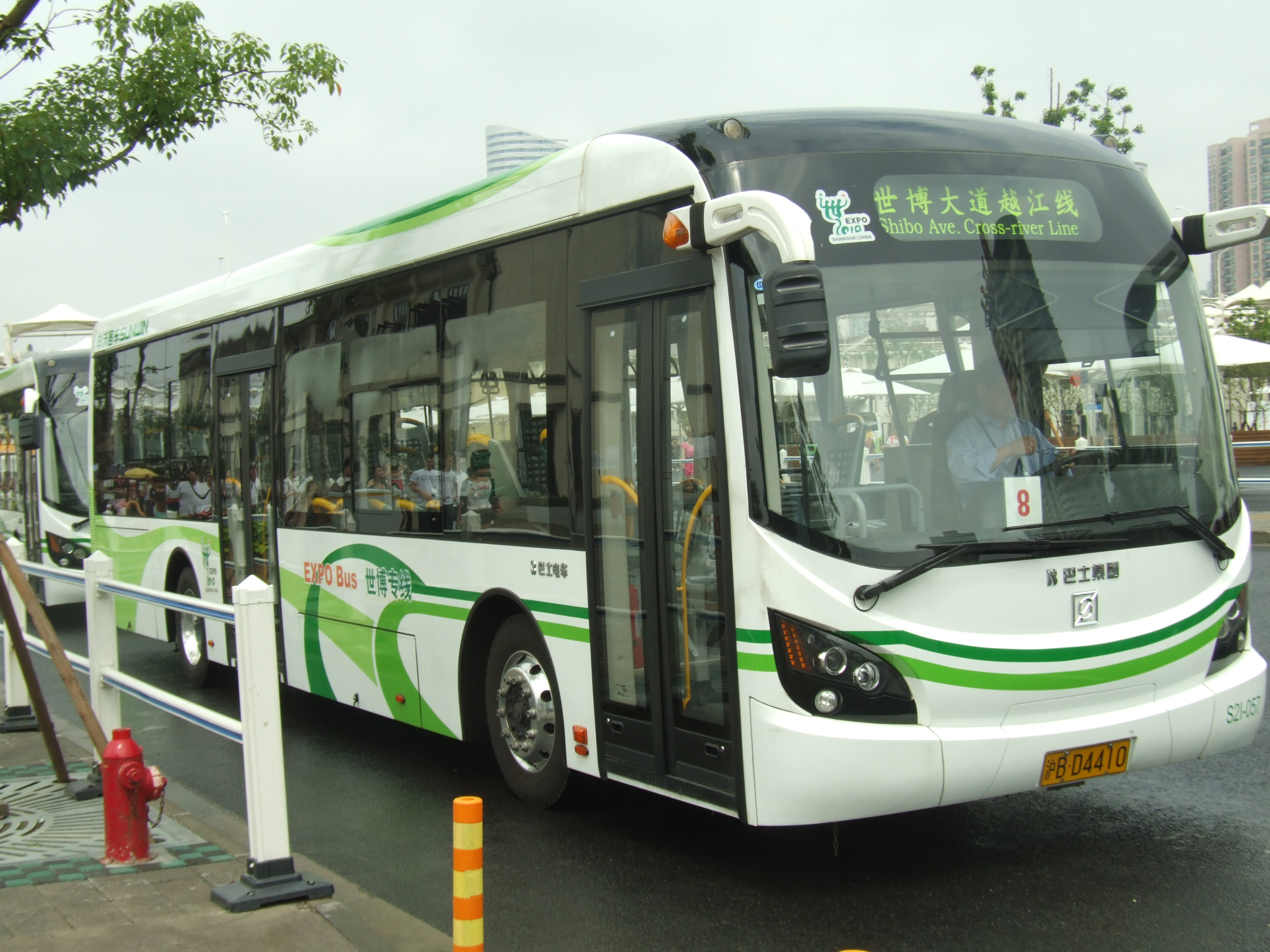
世博园区内的交通车

- 4号线鲁班路站：近1号出入口（鲁班路出入口）
- 4号线、8号线西藏南路站：近2号出入口（西藏南路出入口）、3号出入口（半淞园路出入口）
- 4号线南浦大桥站：近3号出入口（半淞园路出入口）
- 6号线、7号线高科西路站：近4号出入口（白莲泾出入口）、5号出入口（高科西路出入口）
- 7号线云台路站：近5号出入口（高科西路出入口）
- 7号线、8号线耀华路站：近6号出入口（上南路出入口）
- 7号线长清路站：近7号出入口（长清北路出入口）
- 7号线后滩站：近8号出入口（后滩出入口）
- 9号线、13号线马当路站：近9号出入口（马当路出入口）

世博专线公交
上海巴士、浦东公交等公交公司部署了42条世博公交专线用于方便游客往返世博园区。主要分为三个层次：
- 第一层次为连接上海主要交通枢纽和世博园区的世博直达专线；
- 第二层次为基于当时既有线路，采用大站运营方式的世博大站专线；
- 第三层次为连接上海远郊和轨道交通7、8、9号线站点的世博远郊接驳专线。

具体线路如下所示：
| 编号 | 编号     | 线路                       | 线路 | 线路                                  | 收费 | 运营商   | 备注 |
| ---- | -------- | -------------------------- | ---- | ------------------------------------- | ---- | -------- | ---- |
|      | 世博1路  | 上海火车站北广场           | 直 ⇆ | 浦东南路洪山路（6号门上南路出入口）   | 2元  | 宝山巴士 |      |
|      | 世博2路  | 上海南站南广场             | 直 ⇆ | 耀龙路国展路（8号门后滩出入口）       | 2元  | 巴士二汽 |      |
|      | 世博3路  | 上海南站北广场             | 直 ⇆ | 耀龙路国展路（8号门后滩出入口）       | 2元  | 巴士二汽 |      |
|      | 世博4路  | 虹桥枢纽东交通中心         | 直 ⇆ | 浦东南路洪山路（6号门上南路出入口）   | 5元  | 巴士四汽 |      |
|      | 世博5路  | 世博虹桥枢纽停车换乘停车场 | 直 ⇆ | 浦东南路洪山路（6号门上南路出入口）   | 5元  | 巴士二汽 |      |
|      | 世博6路  | 丹巴路梅川路               | 直 ⇆ | 耀龙路国展路（8号门后滩出入口）       | 2元  | 巴士四汽 |      |
|      | 世博7路  | 共和新路汶水路枢纽         | 直 ⇆ | 耀龙路国展路（8号门后滩出入口）       | 2元  | 巴士五汽 |      |
|      | 世博8路  | 华石路（宜家家居）         | 直 ⇆ | 浦东南路洪山路（6号门上南路出入口）   | 2元  | 巴士四汽 |      |
|      | 世博9路  | 莘庄地铁站南广场           | 直 ⇆ | 耀龙路国展路（8号门后滩出入口）       | 2元  | 巴士二汽 |      |
|      | 世博10路 | F1赛车场                   | 直 ⇆ | 耀龙路国展路（8号门后滩出入口）       | 7元  | 巴士三汽 |      |
|      | 世博11路 | 五角场（四平路）           | 直 ⇆ | 浦东南路沂林路（4号门白莲泾出入口）   | 2元  | 巴士一汽 |      |
|      | 世博12路 | 鲁迅公园                   | 直 ⇆ | 浦东南路沂林路（4号门白莲泾出入口）   | 2元  | 巴士一汽 |      |
|      | 世博13路 | 源深体育中心               | 直 ⇆ | 浦东南路沂林路（4号门白莲泾出入口）   | 2元  | 浦东杨高 |      |
|      | 世博14路 | 川沙客运站                 | 直 ⇆ | 浦东南路沂林路（4号门白莲泾出入口）   | 5元  | 浦东金高 |      |
|      | 世博15路 | 浦东机场                   | 直 ⇆ | 浦东南路沂林路（4号门白莲泾出入口）） | 7元  | 浦东上南 |      |
|      | 世博16路 | 南汇大学城（丰海路客运站） | 直 ⇆ | 浦东南路洪山路（6号门上南路出入口     | 7元  | 浦东南汇 |      |

| 编号 | 编号            | 线路                     | 线路 | 线路                                    | 收费 | 运营商   | 备注 |
| ---- | --------------- | ------------------------ | ---- | --------------------------------------- | ---- | -------- | --- |
|      | 世博17路17路B   | 唐山路通北路             | ⇆    | 卢浦大桥（1号门鲁班路出入口）           | 2元  | 巴士新新 | 唐山路通北路方向停靠江西中路汉口路、河南北路海宁路 卢浦大桥方向停靠河南北路海宁路、江西中路汉口路                   |
|      | 世博18路36路B   | 东新路光复西路           | ⇆    | 卢浦大桥（1号门鲁班路出入口）           | 2元  | 巴士电车 | 东新路光复西路方向停靠长寿路西康路 卢浦大桥方向停靠长寿路常德路                                                     |
|      | 世博19路806路B  | 虹桥机场                 | ⇆    | 卢浦大桥（1号门鲁班路出入口）           | 2元  | 巴士四汽 | 卢浦大桥方向停靠肇家浜路天平路（徐家汇） 虹桥机场方向停靠天平路广元西路                                             |
|      | 世博20路65路B   | 北区汽车站               | ⇆    | 南浦大桥沪军营路（3号门半淞园路出入口） | 2元  | 巴士五汽 | 停靠天潼路四川北路                                                                                                  |
|      | 世博21路869路B  | 真金路富平路             | ⇆    | 南浦大桥沪军营路（3号门半淞园路出入口） | 2元  | 巴士六汽 | 停靠宜川二村 |
|      | 世博22路89路B   | 田林路合川路             | ⇆    | 南浦大桥沪军营路（3号门半淞园路出入口） | 2元  | 巴士二汽 | 停靠斜土路枫林路 |
|      | 世博23路910路B  | 世界路新江湾城           | ⇆    | 南浦大桥沪军营路（3号门半淞园路出入口） | 2元  | 巴士一汽 | 停靠四平路溧阳路 |
|      | 世博24路43路B   | 虹漕南路江安路           | ⇆    | 南浦大桥沪军营路（3号门半淞园路出入口） | 2元  | 巴士二汽 | 停靠徐家汇 |
|      | 世博25路45路B   | 曹家渡                   | ⇆    | 南浦大桥沪军营路（3号门半淞园路出入口） | 2元  | 巴士三汽 | 曹家渡方向停靠淮海中路常熟路、静安寺 南浦大桥方向停靠静安寺、常熟路淮海中路                                         |
|      | 世博26路66路B   | 丰镇新村                 | ⇆    | 南浦大桥沪军营路（3号门半淞园路出入口） | 2元  | 巴士一汽 | 停靠河南中路南京东路                                                                                                |
|      | 世博27路253路B  | 临汾路曲沃路（彭浦新村） | ⇆    | 卢浦大桥（1号门鲁班路出入口）           | 2元  | 巴士五汽 | 停靠共和新路闻喜路                                                                                                  |
|      | 世博28路96路B   | 中山公园地铁站           | ⇆    | 中山南一路西藏南路(2号门西藏南路出入口) | 2元  | 巴士新新 | 中山公园地铁站方向停靠复兴中路淮海中路、武夷路延安西路 中山南一路西藏南路方向停靠武夷路延安西路、复兴中路乌鲁木齐路 |
|      | 世博29路733路B  | 长峰新村                 | ⇆    | 卢浦大桥（1号门鲁班路出入口）           | 2元  | 巴士六汽 | 停靠龙吴路龙漕路 |
|      | 世博30路18路B   | 鲁迅公园                 | ⇆    | 南浦大桥沪军营路（3号门半淞园路出入口） | 2元  | 巴士新新 | 停靠人民广场（福州路)                                                                                               |
|      | 世博31路802路B  | 上海火车站               | ⇆    | 南浦大桥沪军营路（3号门半淞园路出入口） | 2元  | 浦东上南 | 停靠老西门 |
|      | 世博32路610路B  | 东沟                     | ⇆    | 耀龙路国展路（8号门后滩出入口）         | 2元  | 浦东上南 | 停靠浦东大道德平路、浦东大道金桥路                                                                                  |
|      | 世博33路614路B  | 加东花园                 | ⇆    | 浦东南路洪山路（6号门上南路出入口）     | 2元  | 浦东上南 | 停靠北蔡 |
|      | 世博34路871路B  | 锦西路打虎山路           | ⇆    | 浦东南路洪山路（6号门上南路出入口）     | 2元  | 浦东上南 | 停靠东方路乳山路、大连路长阳路                                                                                      |
|      | 世博35路82路B   | 陆家嘴地铁站             | ⇆    | 耀龙路国展路（8号门后滩出入口）         | 2元  | 浦东上南 | 停靠浦东南路东昌路                                                                                                  |
|      | 世博36路周南线B | 周浦                     | ⇆    | 浦东南路洪山路（6号门上南路出入口）     | 2元  | 浦东杨高 | 停靠八一、永泰路环林东路                                                                                            |

| 编号 | 编号      | 线路           | 线路 | 线路              | 收费 | 运营商   | 备注              |
| ---- | --------- | -------------- | ---- | ----------------- | ---- | -------- | ----------------- |
|      | 世博37路  | 崇明西门汽车站 | 直 ⇆ | 7号线杨高南路站   | 20元 | 崇明巴士 |                   |
|      | 世博37A线 | 陈家镇         | 直 ⇆ | 7号线杨高南路站   | 12元 | 崇明巴士 | 仅在2010年6月运营 |
|      | 世博37B线 | 长兴岛汽车站   | 直 ⇆ | 7号线杨高南路站   | 9元  | 崇明巴士 | 仅在2010年6月运营 |
|      | 世博38路  | 青浦汽车站     | 直 ⇆ | 9号线佘山站       | 4元  | 青浦巴士 |                   |
|      | 世博39路  | 石化汽车站     | 直 ⇆ | 8号线江月路站     | 12元 | 金山巴士 |                   |
|      | 世博40路  | 金山汽车站     | 直 ⇆ | 9号线松江大学城站 | 8元  | 金山巴士 |                   |
|      | 世博41路  | 奉贤南桥汽车站 | 直 ⇆ | 8号线航天博物馆站 | 4元  | 奉贤巴士 |                   |
|      | 世博42路  | 奉贤奉城汽车站 | 直 ⇆ | 8号线航天博物馆站 | 6元  | 奉贤巴士 |                   |

市政道路

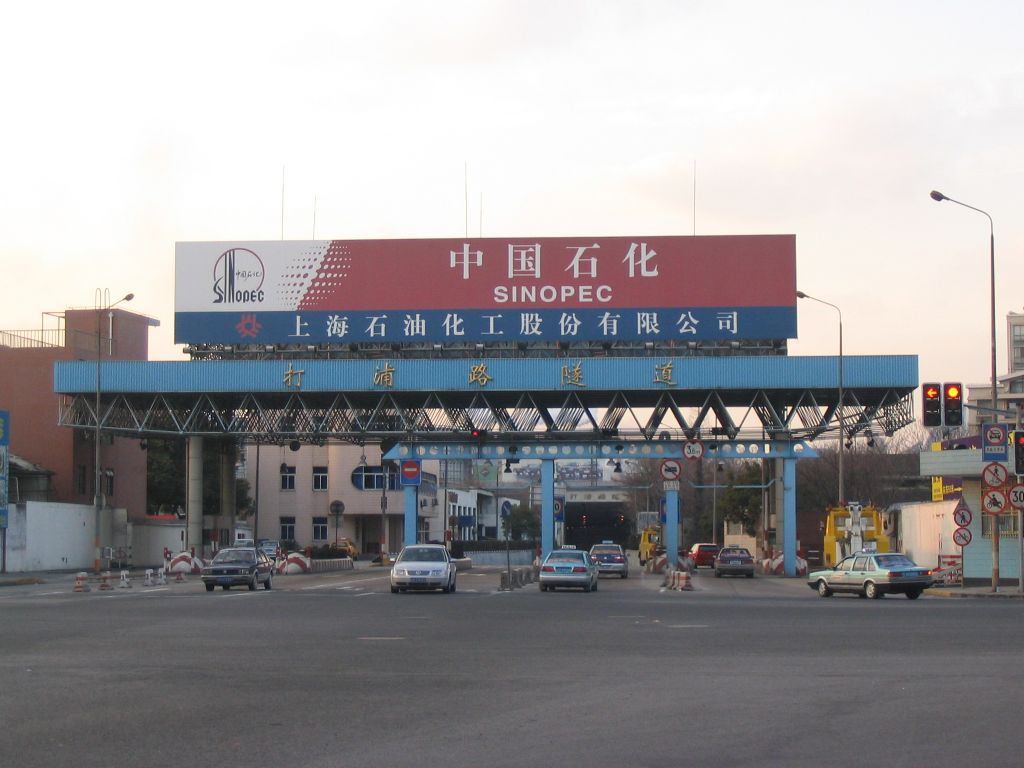
打浦路隧道進行扩容工程迎接世博。

为了迎接2010年上海世博会，上海市对数千条道路进行翻修。2008年一年内翻建1400余条道路，约占全市道路总数的26％，涉及中心城区36.8％的道路。
除此以外，为了疏解世博会后滩地区及耀华地区的交通状况。市政部门在卢浦大桥浦东段新建下匝道。
为了方便市民及游客参观，上海市政府在黄浦江底开挖了数个隧道，其中包括，对打浦路隧道的扩容，西藏南路越江隧道的修建等等，并且該隧道也成为了可供无轨电车通行的隧道。
铁路
作为长三角地区的主要铁路以及服务世博会的重要城际交通，沪宁城际、沪杭高铁的建设也在世博会期间实现通车。

##### 交通管控
2009年1月8日，世博交通保障方案公示。

###### 车辆分区分流
引导区
引导区是指中环外至市界的区域，该区域重点为提高省界道口安检能力，同时引导外地入沪客流在远郊的P+R停车场停车换乘公共交通进入园区。
缓冲区
缓冲区是指中环内，管控区外的区域，该区域目的为保证世博专线、公交、团体客车等集约化车辆快速到达园区，将设立194公里的世博保障通道，其中包括90公里的世博专用车道、只允许公交车和世博持证车辆通行的公交专用道104公里。
管控区
管控区约7平方公里，浦西边界为鲁班路-中山南一路-国货路，浦东边界为耀华路-浦东南路-南码头路，管控区内除持世博通行证的车辆、公交、世博专属出租车外，禁止一切机动车通行。

###### 轨道交通延迟
世博期间，上海轨道交通全网末班车时间不早于22:30，上海轨道交通4、6、7、8、9号五条线末班车时间不早于24:00。

#### 通信
为了满足世博会期间的通讯需求，上海市正加快完善移动通讯网络。中國移動為上海世博會的全球合作夥伴，为實現“移動世博”的目標，预计年內將新建3G基站近3000個，形成覆蓋全市大部分地区的3G信號网络。并扩大TD-SCDMA网络的覆盖，计划世博園區內將實現TD網路100%無縫覆蓋。而TD-LTE（4G）試驗網將在上海世博園區啟用。

#### 生态环境
其中，上海世博会后滩公园将以“双滩谐生”为结构媒介，通过湿地、土壤和动植物群落等的保护与恢复，重现有浓郁地域特色的城市湿地公园景观。

## 门票

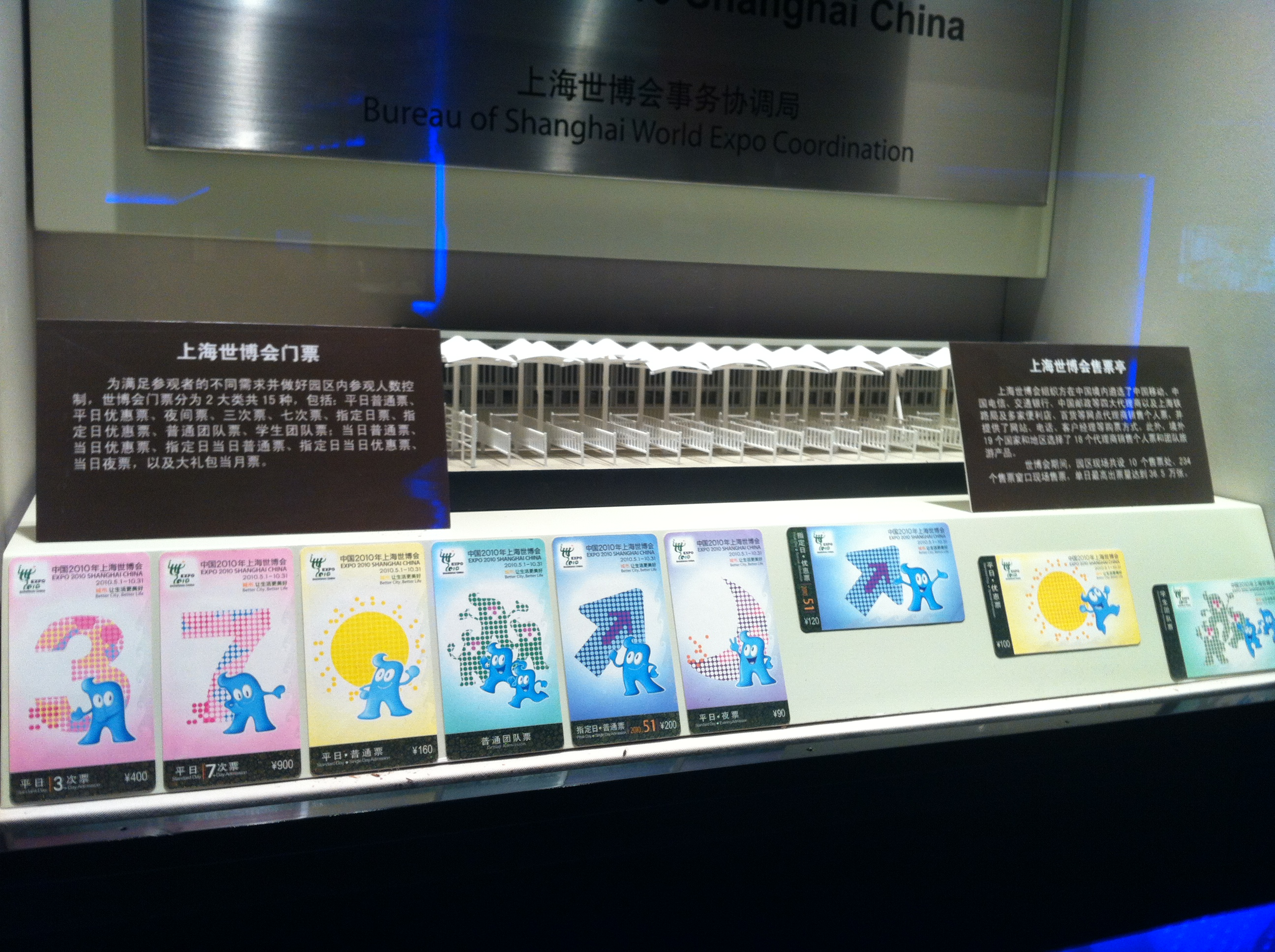
各上海世博会门票（摄于上海世博会博物馆）

2009年2月26日，博览会组委会公布票务政策及票价。

### 门票种类
共分“指定日普通票”、“指定日优惠票”、“平日普通票”、“平日优惠票”、“3次票”、“7次票”、“夜票”、“普通团队票”和“学生团队票”9种。上海地区户籍居民免费领取的“世博大礼包”（按行政区划分月发放，以家庭为单位）中，即包括当月有效的平日普通票（若当月不能使用可以更换）。
其中“指定日”系指开园前3天暨五一假期（2010年5月1日－3日）、国庆七天假期（2010年10月1日－7日）和博览会最後7天（2010年10月25日－31日）共17天，而“平日”则系指世博会召开期间除指定日外的167天。
“指定日”系列票可在票面指定当日或任一平日参观，“平日票”则可在任一平日参观，“3次票”和“7次票”分别可在除指定日外的平日中任选3天或7天入园参观，夜票须在17：00之后进入，所有票均只可在入园当日单次出入（3次票和7次票实际为3张或7张门票的组合）。
“普通团队票”适用于15人（含）以上团队，“学生团队票”适用于高等学校、高中、义务教育学校或指定机构组织的30人（含）以上学生团队，两种团队票均需统一购票，统一预约入园。
“优惠票”发售对象为（下文涉及年龄、身份等认定系以会期期间计算）：
- 残障人士
- 普通高等教育、高中和义务教育在读学生
- 身高超过1.2米的儿童
- 中华人民共和国现役军人

优惠票购票及入园时需出示相应证件。
身高1.2米以下儿童免票。

### 票价
门票共分四阶段销售，基准票价为会期（第四阶段）销售的平日普通票票价，为160元（人民币，下同）。越早购买，票价越低。
- 第一阶段为2009年3月27日至6月30日，只向团队销售指定日普通票和平日普通票，定价分别为170元和130元。
- 第二阶段为2009年7月1日至12月31日，向团队和个人销售指定日普通票和平日普通票，定价分别为180元和140元。
- 第三阶段为2010年1月1日至4月30日，向团队和个人销售指定日普通票、指定日优惠票、平日普通票、平日优惠票、3次票和7次票，定价分别为190元、110元、150元、90元、400元和900元。
- 第四阶段为会期，即2010年5月1日至10月31日，向团队和个人销售指定日普通票、指定日优惠票、平日普通票、平日优惠票、3次票、7次票和夜票，定价分别为200元、120元、160元、100元、400元、900元和90元。
- 普通团队票仅向指定旅游机构销售
- 学生团队票仅向指定旅游机构和教育机构销售。

| 参观时间      | 指定日 | 指定日           | 指定日           | 指定日             | 指定日                       | 指定日             | 平日   | 平日             | 平日               | 平日               | 平日                         | 平日               | 3次票 | 7次票 | 夜票 |
| 种类          | 普通票 | 普通票           | 普通票           | 普通票             | 优惠票                       | 优惠票             | 普通票 | 普通票           | 普通票             | 普通票             | 优惠票                       | 优惠票             | 3次票 | 7次票 | 夜票 |
| 购票方式/时间 | 团队   | 第一阶段（09年） | 第二阶段(开幕前) | 第三阶段（开幕后） | 第一阶段至第二阶段（开幕前） | 第三阶段（开幕后） | 团队   | 第一阶段（09年） | 第二阶段（开幕前） | 第三阶段（开幕后） | 第一阶段至第二阶段（开幕前） | 第三阶段（开幕后） | 3次票 | 7次票 | 夜票 |
| ------------- | ------ | ---------------- | ---------------- | ------------------ | ---------------------------- | ------------------ | ------ | ---------------- | ------------------ | ------------------ | ---------------------------- | ------------------ | ----- | ----- | ---- |
| 票价          | 170元  | 180元            | 190元            | 200元              | 110元                        | 120元              | 130元  | 140元            | 150元              | 160元              | 90元                         | 100元              | 400元 | 900元 | 90元 |

### 入場人数統計
以下數據來源于 世博會的官方網站。
| 週次 | 星期日   | 人數    | 星期一   | 人數    | 星期二   | 人數    | 星期三   | 人數    | 星期四   | 人數    | 星期五   | 人數    | 星期六   | 人數      | 週入場人數 | 總入場人數 |
| 1    |          |         |          |         |          |         |          |         |          |         |          |         | 5月1日   | 206,900   | 206,900    | 206,900    |
| 2    | 5月2日   | 220,000 | 5月3日   | 131,700 | 5月4日   | 148,600 | 5月5日   | 88,900  | 5月6日   | 120,200 | 5月7日   | 147,700 | 5月8日   | 209,800   | 1,066,900  | 1,273,800  |
| 3    | 5月9日   | 144,000 | 5月10日  | 163,000 | 5月11日  | 180,400 | 5月12日  | 180,100 | 5月13日  | 215,500 | 5月14日  | 240,300 | 5月15日  | 335,300   | 1,458,600  | 2,732,400  |
| 4    | 5月16日  | 241,500 | 5月17日  | 236,400 | 5月18日  | 261,900 | 5月19日  | 290,600 | 5月20日  | 296,400 | 5月21日  | 328,500 | 5月22日  | 361,200   | 2,016,500  | 4,748,900  |
| 5    | 5月23日  | 311,700 | 5月24日  | 314,500 | 5月25日  | 345,800 | 5月26日  | 353,500 | 5月27日  | 377,000 | 5月28日  | 382,200 | 5月29日  | 505,000   | 2,589,700  | 7,338,600  |
| 6    | 5月30日  | 368,300 | 5月31日  | 327,500 | 6月1日   | 311,100 | 6月2日   | 369,600 | 6月3日   | 417,500 | 6月4日   | 437,000 | 6月5日   | 524,900   | 2,755,900  | 10,094,500 |
| 7    | 6月6日   | 417,400 | 6月7日   | 487,900 | 6月8日   | 510,900 | 6月9日   | 413,400 | 6月10日  | 391,300 | 6月11日  | 403,000 | 6月12日  | 424,700   | 3,048,600  | 13,143,100 |
| 8    | 6月13日  | 417,300 | 6月14日  | 503,200 | 6月15日  | 552,000 | 6月16日  | 379,000 | 6月17日  | 394,100 | 6月18日  | 414,400 | 6月19日  | 429,800   | 3,089,800  | 16,232,900 |
| 9    | 6月20日  | 361,200 | 6月21日  | 415,100 | 6月22日  | 409,800 | 6月23日  | 404,100 | 6月24日  | 447,200 | 6月25日  | 480,900 | 6月26日  | 553,500   | 3,071,800  | 19,304,700 |
| 10   | 6月27日  | 486,800 | 6月28日  | 458,400 | 6月29日  | 452,600 | 6月30日  | 427,900 | 7月1日   | 369,800 | 7月2日   | 388,000 | 7月3日   | 397,700   | 2,981,200  | 22,285,900 |
| 11   | 7月4日   | 358,800 | 7月5日   | 428,500 | 7月6日   | 457,100 | 7月7日   | 403,400 | 7月8日   | 411,500 | 7月9日   | 430,500 | 7月10日  | 493,600   | 2,983,400  | 25,269,300 |
| 12   | 7月11日  | 433,800 | 7月12日  | 444,700 | 7月13日  | 476,100 | 7月14日  | 477,300 | 7月15日  | 481,200 | 7月16日  | 471,800 | 7月17日  | 557,200   | 3,342,100  | 28,611,400 |
| 13   | 7月18日  | 474,000 | 7月19日  | 448,500 | 7月20日  | 437,400 | 7月21日  | 435,300 | 7月22日  | 425,800 | 7月23日  | 457,200 | 7月24日  | 512,000   | 3,190,200  | 31,801,600 |
| 14   | 7月25日  | 453,100 | 7月26日  | 463,800 | 7月27日  | 475,500 | 7月28日  | 453,800 | 7月29日  | 420,200 | 7月30日  | 410,500 | 7月31日  | 441,000   | 3,117,900  | 34,919,500 |
| 15   | 8月1日   | 316,000 | 8月2日   | 336,800 | 8月3日   | 336,000 | 8月4日   | 335,700 | 8月5日   | 352,200 | 8月6日   | 388,100 | 8月7日   | 442,400   | 2,507,200  | 37,426,700 |
| 16   | 8月8日   | 390,700 | 8月9日   | 398,400 | 8月10日  | 422,700 | 8月11日  | 373,800 | 8月12日  | 369,800 | 8月13日  | 383,200 | 8月14日  | 425,800   | 2,764,400  | 40,191,100 |
| 17   | 8月15日  | 334,500 | 8月16日  | 427,200 | 8月17日  | 397,600 | 8月18日  | 415,300 | 8月19日  | 417,200 | 8月20日  | 455,500 | 8月21日  | 568,300   | 3,015,600  | 43,206,700 |
| 18   | 8月22日  | 488,600 | 8月23日  | 436,400 | 8月24日  | 417,800 | 8月25日  | 432,400 | 8月26日  | 492,600 | 8月27日  | 507,800 | 8月28日  | 527,600   | 3,303,200  | 46,509,900 |
| 19   | 8月29日  | 397,300 | 8月30日  | 270,800 | 8月31日  | 200,700 | 9月1日   | 181,700 | 9月2日   | 226,600 | 9月3日   | 262,500 | 9月4日   | 369,300   | 1,908,900  | 48,418,800 |
| 20   | 9月5日   | 290,800 | 9月6日   | 230,600 | 9月7日   | 237,100 | 9月8日   | 250,100 | 9月9日   | 249,100 | 9月10日  | 341,300 | 9月11日  | 486,400   | 2,085,400  | 50,504,200 |
| 21   | 9月12日  | 361,500 | 9月13日  | 296,500 | 9月14日  | 316,900 | 9月15日  | 335,300 | 9月16日  | 363,200 | 9月17日  | 394,000 | 9月18日  | 431,800   | 2,499,200  | 53,003,400 |
| 22   | 9月19日  | 329,400 | 9月20日  | 298,200 | 9月21日  | 286,900 | 9月22日  | 487,000 | 9月23日  | 631,200 | 9月24日  | 385,400 | 9月25日  | 353,800   | 2,771,900  | 55,775,300 |
| 23   | 9月26日  | 296,400 | 9月27日  | 340,400 | 9月28日  | 354,700 | 9月29日  | 304,100 | 9月30日  | 316,200 | 10月1日  | 254,000 | 10月2日  | 391,800   | 2,257,600  | 58,032,900 |
| 24   | 10月3日  | 447,500 | 10月4日  | 431,300 | 10月5日  | 432,100 | 10月6日  | 298,400 | 10月7日  | 219,200 | 10月8日  | 338,900 | 10月9日  | 447,100   | 2,614,500  | 60,647,400 |
| 25   | 10月10日 | 562,800 | 10月11日 | 403,600 | 10月12日 | 415,300 | 10月13日 | 437,100 | 10月14日 | 494,500 | 10月15日 | 627,900 | 10月16日 | 1,032,800 | 3,974,000  | 64,621,400 |
| 26   | 10月17日 | 744,900 | 10月18日 | 622,700 | 10月19日 | 641,500 | 10月20日 | 646,600 | 10月21日 | 732,800 | 10月22日 | 860,600 | 10月23日 | 837,500   | 5,086,600  | 69,708,000 |
| 27   | 10月24日 | 748,300 | 10月25日 | 315,000 | 10月26日 | 308,700 | 10月27日 | 364,400 | 10月28日 | 396,700 | 10月29日 | 510,500 | 10月30日 | 428,600   | 3,072,200  | 72,780,200 |
| 28   | 10月31日 | 304,200 |          |         |          |         |          |         |          |         |          |         |          |           | 304,200    | 73,084,400 |

## 管控及影响

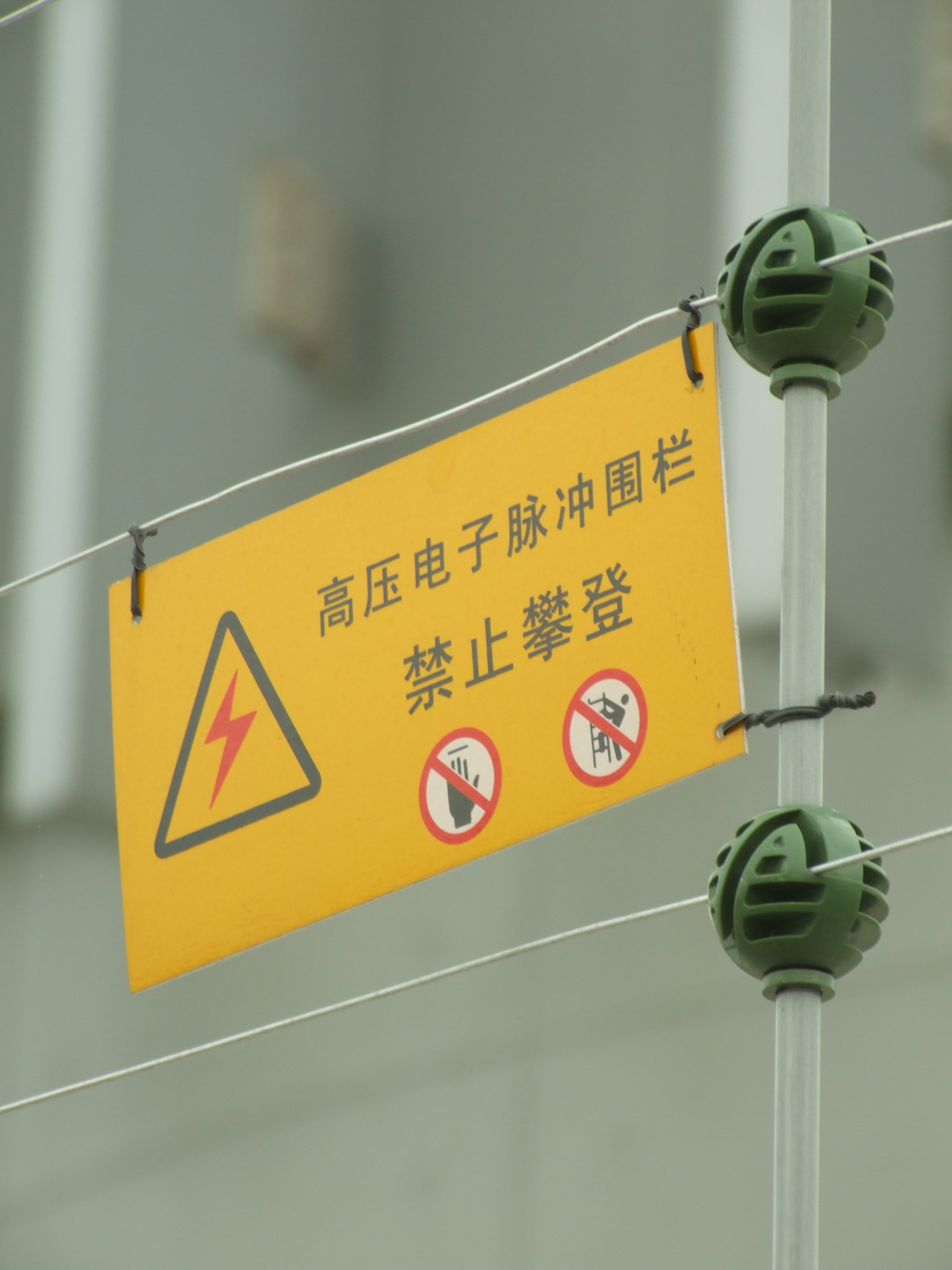
场馆周围围墙上的电网

- 2010年3月5日，为了迎接世博会，上海地铁安检全面升级。[44]
- 2010年4月15日至11月15日，上海警方对进入上海市的机动车辆实施安全检查。[45]
- 2010年4月15日至2010年10月31日期间，世博园区周边道路禁止二轮摩托车（含轻便摩托车）通行。
  - 下列道路将全天禁止二轮摩托车（含轻便摩托车）通行：龙华西路（云锦路至鲁班路）、云锦路（龙华西路至石龙路）、石龙路（龙吴路以东）、龙耀路、林浦路、耀龙路（耀华路以南）、浦明路（东昌路至南码头路）、济阳路（华夏西路至耀华路）、上南路（浦东南路至华夏西路）、瑞金南路（徐家汇路至中山南路）、西藏南路（复兴东路至中山南路）、瑞金一路、瑞金二路、斜土路（瑞金南路以东）、斜土东路、国货路、河南南路（复兴东路至陆家浜路）、浦东南路（浦东大道至上南路）、耀华路、东方路（龙阳路至浦东南路）、瞿溪路（蒙自路至打浦路）。[46]
- 世博期间，上海禁售管制刀具，危险刀具需定点凭身份证件购买。[47]但通过网络商城购刀无需实名。[48]
- 世博会召开期间，管控区内的人员和车辆出入将受到严格检查，管控区内的10万居民将受到世博会园区灯光和音乐的干扰。
- 上海世博會召開以後，2011年中國全國大學生數學建模競賽[49]試題[50]可選題其中一個課題是研究世博會對中國經濟影響，有一些代表隊參賽選手選擇了世博會的研究課題，並獲得優秀競賽論文獎勵。[51]

## 爭議

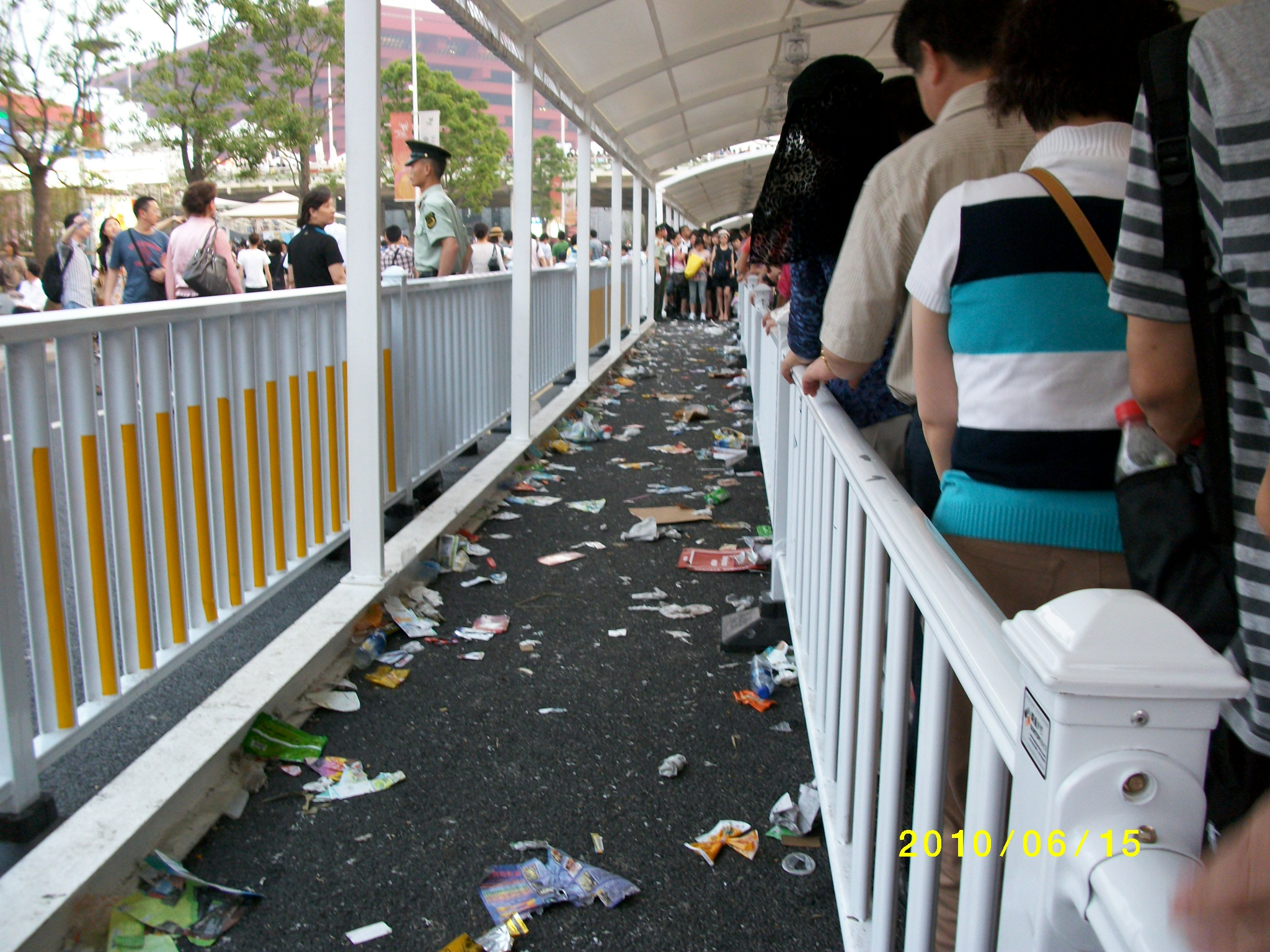
沙特馆排队处地面的垃圾。

- 場面混亂：有部分中國遊客因未能获取中國館預約籌而鼓譟，搶奪預約籌，部分遊客甚至衝進中國館攻擊派籌的公安民警，場面極為混亂[52]。
- 眾多前往世博會現場的游客反映，世博會園區出售的食品價格过于昂貴[53]。一份面條需38元人民幣，而一份快餐售價60元人民幣。[54]
- 推廣歌曲涉嫌抄襲风波：“2010等你來”（Right Here Waiting for You 2010）于2010年3月30日被定為该届世博會倒計時30天的推廣歌曲，由繆森作曲、張鵬作詞。但其原版实际上來自於1996年日本TBS電視所播放的電視劇《回來的第二次機會》之插曲《そのままの君でいて》，翻譯為中文是《不變的你就好》。对此，新加坡的音樂人顏毓添認為《2010等你來》這首歌每段的首個音符和最末的音符與《不變的你就好》幾乎完全一樣。從音樂的角度來考慮，它的相似度超出8小節，已構成抄襲。事後上海世博會為平息该事件，以版權費的名義支付三億日幣的賠款予原作。[55][56][57][需要較佳来源]
- 中央通訊社报道，该世博会的人性化程度未达标，如园内交通车数量不足、普通民众无法搭乘环保电瓶车导致利用率偏低、交通管制范围大、安全检查标准不一、入口多出口少等问题。[58]
- 捷克馆首席专员史特利克致函上海世博督导委员会，抗议园区管理的五项缺失，矢言问题如未能解决，捷克馆将有可能于展览月份期间关门大吉。繼捷克館之後，德国馆首席专员亦向上海世博局提出严重抗议，指中国游客因排队不耐烦，多次强闯展馆并出言侮辱德国人为「纳粹」，甚至推撞工作人员，情况令人不可容忍。德国馆首席专员指出，如员工等安全问题未能得到保障，德国馆将「无限期关闭」。[59][60][61][62]
- 2010年5月30日，韩国国家馆邀多位热门韩国明星，准备于30日晚举办韩国音乐节。当局早前派发免费门票时，引来成千上万韩流追星族索取门票，但因韩方派发部份门票后突然停发，引发骚乱。一名少女从二楼遭人潮推逼坠下，之后引发人踩人事故，造成另有一百多人受伤。现场目击者称，当局调遣上千名武警封馆处理。但上海世博官方网站31日早上发布的消息，间接否认网上传闻，仅表态声明发放过程中有个别游客中暑或擦伤，被及时送往园区医疗点或附近世博定点医院妥善医治。而引起抢票的韩国艺人包括Super Junior、安七炫、BoA等。消息指，连夜排队者包括来自江苏、浙江和广东等地的大群年轻人。[63]

## 活动

### 上海市民免费获得2010上海世博会门票+200元交通卡
上海市市委书记俞正声在接受采访时表示，为表达对上海市民奉献精神的感谢，在世博会试运行期间，上海将组织所有世博搬迁居民来参观世博园；正式运行期间，对所有上海常住居民，包括在上海有居住证的外来人口，每户免费赠送一张世博会参观券，并赠送一张价值200元的交通卡纪念卡。2010年5月15日起，上海派发首批“世博大礼包”，本地户口人员可持户口本领取2010年上海世博会门票+200元交通卡。对于上海居住证，只要在2010年3月31号之前办理并且要在有效期内，一个家庭只要出具一张有效的上海居住证就可以领取。

## 外部連結
官方网站
- 中国2010年上海世界博览会官方网站
- 网上世博会
- BIE官网（页面存档备份，存于）

媒体专题网站
- 上海世博会新华网上海频道专题（页面存档备份，存于）
- 人民网上海世博频道（页面存档备份，存于）
- 中央电视台中国2010年上海世博会前瞻（页面存档备份，存于）
- 中国网络电视台、央视网：中国2010年上海世界博览会
- 上海热线世博频道
- 新浪网世博特别报道：智慧传承的城市（页面存档备份，存于）
- 腾讯网2010上海世博会首页（页面存档备份，存于）
- 优酷网：中国2010年上海世博会频道（页面存档备份，存于）
- Expo 2010 by WorldExpositions（页面存档备份，存于）（英文）